# Max Verstappen
Pour les articles homonymes, voir Verstappen.
Max Verstappen (prononcé : /mɑks vɛrˈstɑpə(n)/), né le 30 septembre 1997 à Hasselt, en Belgique, est un pilote automobile néerlandais, quadruple champion du monde de Formule 1 en 2021, 2022, 2023 et 2024.
Fils du pilote Jos Verstappen, il fait ses débuts en Formule 1 au sein de la Scuderia Toro Rosso en 2015 ; il est dès lors, à 17 ans et 166 jours, le plus jeune pilote de l'histoire à prendre le départ d'un Grand Prix puis devient, en Malaisie, le plus jeune pilote à marquer des points. La saison suivante, après seulement quatre épreuves, il est promu chez Red Bull Racing pour remplacer Daniil Kvyat qui fait le chemin inverse ; il remporte son premier Grand Prix, en Espagne, dès sa première course avec l'équipe autrichienne, devenant, à 18 ans et 227 jours, le plus jeune vainqueur en Formule 1. Au Brésil, le Néerlandais devient, à 19 ans et 44 jours, le plus jeune pilote à effectuer un meilleur tour en course (record battu en 2025 par Andrea Kimi Antonelli) ; il achève la saison cinquième du championnat, avec sept podiums. Si 2017 et 2018 sont gâchées par plusieurs abandons causés par des erreurs et des problèmes techniques, il remporte de nouveaux succès à Sepang, Mexico et Spielberg.
L'année suivante, alors que Red Bull s'associe avec Honda, Max Verstappen réalise sa première pole position, lors du Grand Prix de Hongrie, et offre au motoriste japonais ses premières victoires depuis son retour dans la discipline. En 2020, s'il rivalise avec les Mercedes, il ne gagne que deux épreuves et termine troisième du championnat. En 2021, Verstappen, en mesure de se battre pour le titre mondial pour la première fois de sa carrière, devient le 34e champion du monde de Formule 1, et le premier champion néerlandais de la discipline, grâce à un dépassement sur son rival Lewis Hamilton dans le dernier tour d'une manche finale controversée à Abou Dabi ; avec dix victoires et autant de pole position, le protégé de Red Bull met fin à la période de domination des pilotes Mercedes qui durait depuis 2014. Lors de la saison suivante, il prolonge son contrat avec l’écurie autrichienne jusqu'en 2028 et s’adjuge un second titre mondial face à Charles Leclerc, après avoir bénéficié des égarements du Monégasque, ainsi que de ceux de Ferrari durant le championnat.
En 2023, Max Verstappen obtient son troisième sacre à six courses de la fin de saison et parvient à s’installer au troisième rang des pilotes les plus victorieux de la discipline avec 54 succès ; durant cette campagne qu'il domine entièrement, le Néerlandais devient le premier pilote de l'histoire à remporter dix manches consécutives et s’attribue également plusieurs records en vingt-deux épreuves dont dix-neuf succès, vingt-et-un podiums, 86,36 % de victoires en une année et 1 003 tours menés. En 2024, avec sept succès en dix courses, Verstappen prend une nette avance sur ses adversaires en début de saison. Si la suite est plus difficile avec dix manches sans victoire, la dispersion des points entre les équipes victorieuses et les errements de Lando Norris, son plus proche rival, combiné à ceux de l'écurie McLaren, lui permettent de conserver la tête du championnat puis de s'assurer de son quatrième titre consécutif à deux épreuves du terme.

## Biographie

### Origines et famille
Max Verstappen naît le 30 septembre 1997 à Hasselt en Belgique. Il grandit en Belgique dans la province de Limbourg. Il est le fils de Jos Verstappen, pilote néerlandais de Formule 1, et de Sophie-Marie Kumpen, une ancienne pilote belge de karting de haut niveau qui possède plusieurs victoires de prestige à son actif (notamment au Trophée Margutti 1995) ; cette dernière est la cousine d'Anthony Kumpen, pilote belge de grand tourisme et la fille de Paul Kumpen, ancien pilote d'endurance et fondateur de l'écurie PK Carsport. Ses parents se séparent en 2008, après plusieurs accès de violence qui conduisent son père, Jos, au tribunal. Max Verstappen a une sœur cadette, Victoria-Jane, née en 1999.

### Les débuts en karting
« Fils de » comme Jacques Villeneuve, Nico Rosberg ou encore Damon Hill, Max Verstappen baigne dans le milieu du sport automobile depuis son plus jeune âge. Alors que son père est toujours pilote de Formule 1 en activité, il monte dans un kart pour la première fois à 4 ans à Genk. Dès lors, il roule dès qu'il le peut, en effectuant du quad ou de la moto-cross ; ou encore sur sa PlayStation. Il fait ses débuts en compétition en 2005, dans le championnat local de la province de Limbourg en Belgique, dont il termine vice-champion, ainsi qu'au championnat junior des Pays-Bas.
En 2006, en catégorie Minimax, il remporte le Rotax Max Challenge Belgium. L'année suivante, toujours en Minimax, Verstappen gagne trois des quatre championnats auxquels il participe, aux Pays-Bas et en Belgique. En 2008, pour ses débuts dans la catégorie, il remporte le championnat de Belgique en cadets et s'engage lors de la saison 2009, en KF5 en championnats belge et hollandais.
L'année suivante, Max passe en championnat européen ; il remporte la Bridgestone Cup, les WSK Euro Series et obtient la deuxième place de la coupe du monde en catégorie KF3. La saison 2011 est plus difficile pour le Néerlandais qui gagne néanmoins les WSK Euro Series. En 2012, passé en catégorie KF2, il participe aux championnats extra-européens, notamment les SuperNationals de Las Vegas, aux États-Unis.

### Premiers essais en monoplace
En 2014, Max Verstappen entame sa première saison de monoplace par un stage en Floride organisé par Ferrari qui a convié plusieurs jeunes pilotes, dont le champion de Formule 3 Raffaele Marciello, ainsi qu'Antonio Fuoco, Tatiana Calderón, Nicholas Latifi et Lance Stroll.
Aux Florida Winter Series, disputées en cinq manches en janvier et février avec des monoplaces de Formule Abarth sur des circuits floridiens tels que Sebring, Verstappen réalise trois pole positions et obtient deux victoires. Il est par la suite confirmé en championnat d'Europe de Formule 3, au sein de l'écurie néerlandaise Van Amersfoort qui a fait débuter son père en monoplace en 1991.

### 2014: révélation en championnat d'Europe de Formule 3

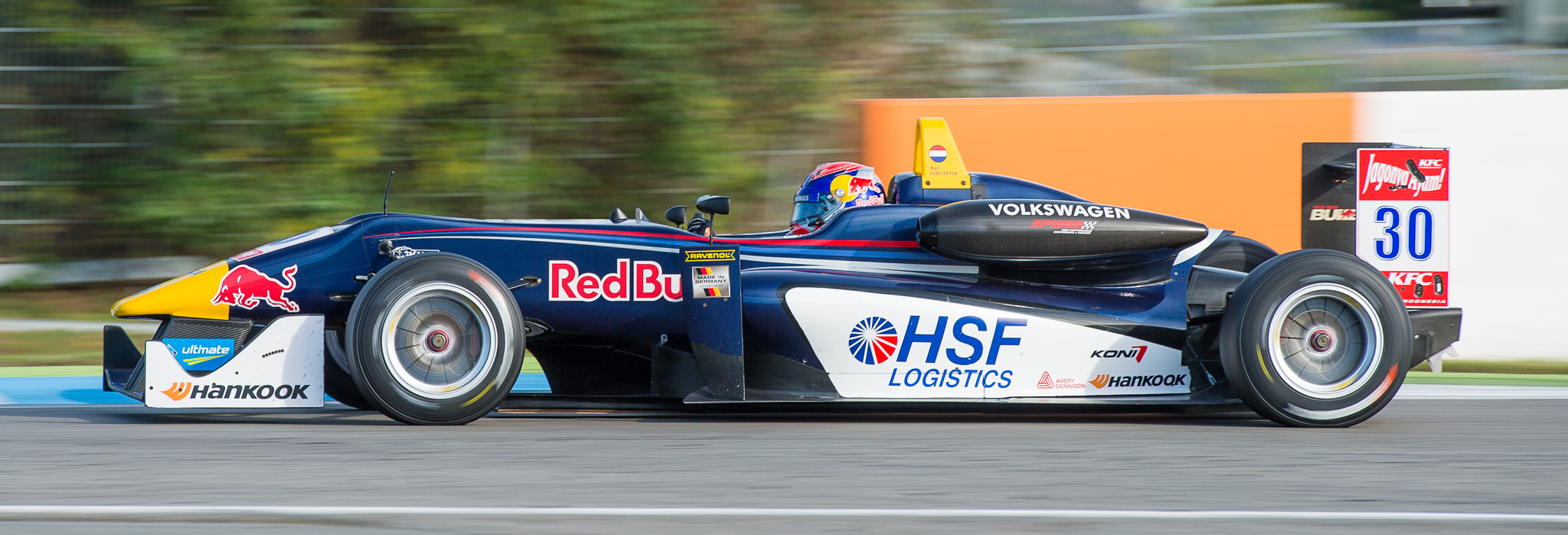
Max Verstappen en Formule 3 sur le circuit d'Hockenheim.

Après un début d'année largement dominé par Esteban Ocon, le pilote néerlandais s'adjuge plusieurs victoires durant l'été et devient le principal rival du Français, toujours en tête du championnat à la mi-août, alors qu'il reste six courses à disputer. Il termine troisième du championnat avec 67 points de retard sur Ocon.
Il est approché par Red Bull qui l'intègre au sein du Red Bull Junior Team, qui a pour but d'encadrer les meilleurs jeunes pilotes de compétition automobile et de les faire progresser jusqu'en Formule 1. Le 19 août, quelques jours après avoir rejoint Red Bull, Verstappen est annoncé officiellement comme titulaire au sein de la Scuderia Toro Rosso pour la saison 2015 de Formule 1. Si sa désignation surprend quelques observateurs qui s'interrogent sur son peu d'expérience et son jeune âge, mais aussi parce que le Red Bull Junior Team compte déjà des pilotes plus aguerris comme Carlos Sainz Jr. ou Pierre Gasly ; Helmut Marko, le responsable de la détection des jeunes pilotes, justifie son choix du fait des « performances extraordinaires » réalisées par Verstappen.
Max Verstappen participe à plusieurs séances d'essais au cours des derniers Grands Prix de la saison pour obtenir sa superlicence nécessaire en Formule 1. Lors de la première séance d'essais libres du Grand Prix du Brésil, au volant de la Toro Rosso STR9 de Jean-Éric Vergne, il réalise le sixième temps.

### 2015: débuts en Formule 1 avec la Scuderia Toro Rosso

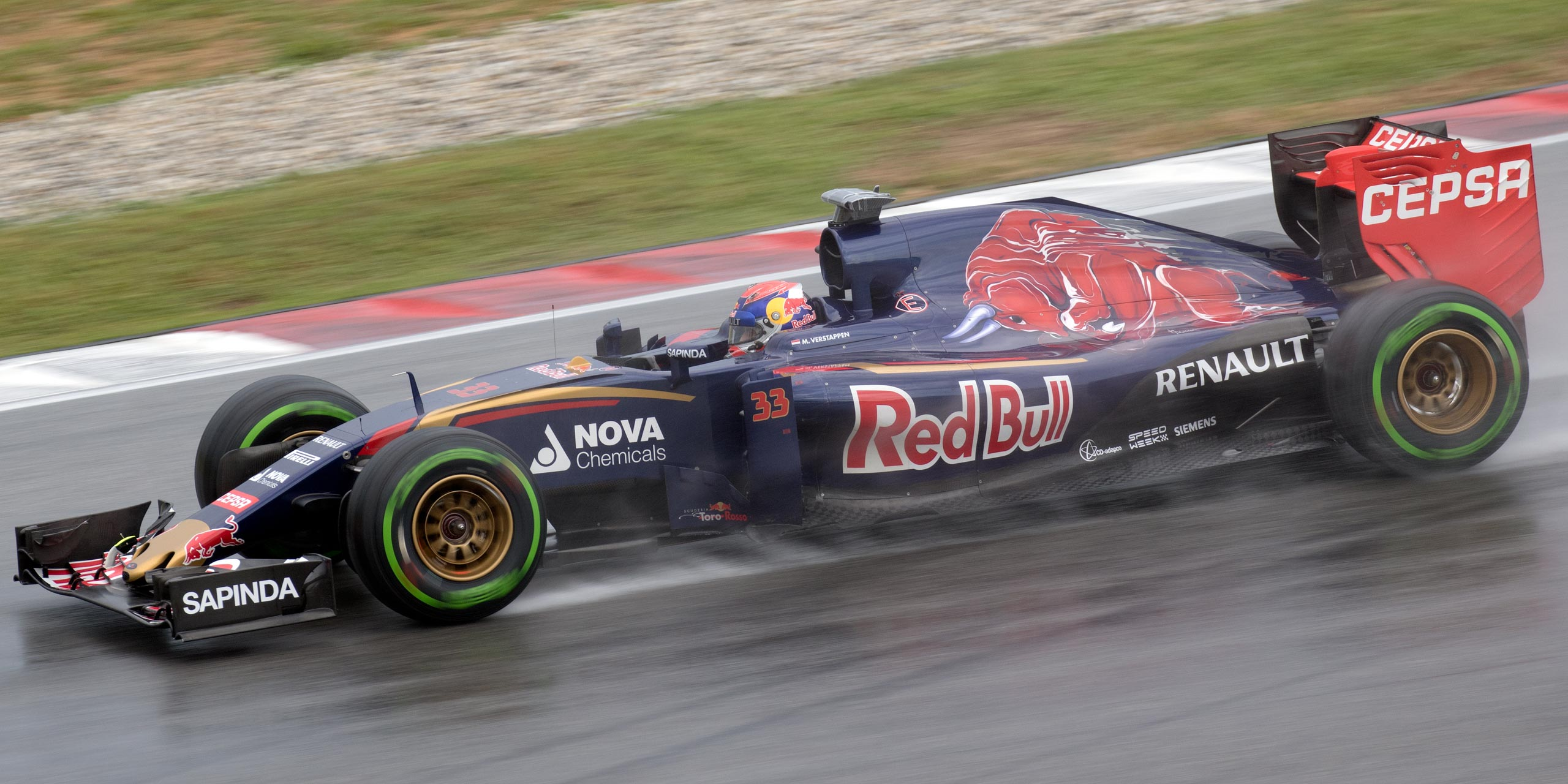
Max Verstappen lors du Grand Prix de Malaisie 2015.

Il participe au championnat du monde de Formule 1, alors que ce n'est que sa deuxième saison en sport automobile. Qualifié en douzième position pour sa première course, à Melbourne, Verstappen devient le plus jeune pilote de l'histoire à prendre le départ d'un Grand Prix. Longtemps parmi les dix premiers, il abandonne sur incident mécanique dans le trente-quatrième tour. Sous la pluie de Sepang, il se qualifie en sixième place et, le lendemain, devient à 17 ans et 180 jours, le plus jeune pilote à marquer des points en championnat du monde de Formule 1 en terminant septième,. Treizième sur la grille de départ du Grand Prix de Chine, il remonte en huitième position puis abandonne à cause d'un incident mécanique à trois tours du terme. Une semaine plus tard à Bahreïn, il est de nouveau contraint à l'abandon à la suite de problèmes électriques sur sa monoplace.
Au Grand Prix d'Espagne, où débute la tournée européenne, il égale sa meilleure place en qualification, sixième, derrière son coéquipier Carlos Sainz Jr. mais, en franchissant la ligne onzième, ne marque aucun point. À Monaco, le Néerlandais percute violemment Romain Grosjean à cause d'un freinage tardif au virage de Sainte-Dévote et arrache sa suspension avant-gauche ; il finit sa course en s'encastrant dans les barrières de sécurité. Les commissaires de course le pénalisent d'un retrait de cinq places sur la grille de départ de la prochaine épreuve pour son comportement jugé dangereux en piste. Au Grand Prix d'Autriche, parti du septième rang, il marque pour la deuxième fois de l'année en terminant huitième. Au Grand Prix de Hongrie, il réalise sa meilleure performance depuis ses débuts en terminant quatrième ; il marque pour la troisième fois de la saison et pointe à la onzième position du championnat du monde.
Après la pause estivale, Max Verstappen finit huitième du Grand Prix de Belgique et prend la dixième place du championnat du monde, avec 26 points. Au Japon, qualifié en dix-septième position, il franchit la ligne d'arrivée neuvième, juste devant son équipier. Quelques jours plus tard, il fête ses 18 ans en obtenant son permis de conduire. Au Grand Prix des États-Unis, après une épreuve à rebondissements au cours de laquelle la voiture de sécurité intervient à trois reprises, il s'adjuge une nouvelle quatrième place. Au terme de sa première année en Formule 1, il est entré à dix reprises dans les points, marquant 49 unités (31 de plus que son équipier). Il se classe douzième du championnat du monde des pilotes, devant son coéquipier Sainz Jr. Ces résultats probants lui permettent de renouveler son contrat de pilote au sein de l'écurie Toro Rosso.

### 2016: promotion chez Red Bull en cours d'année

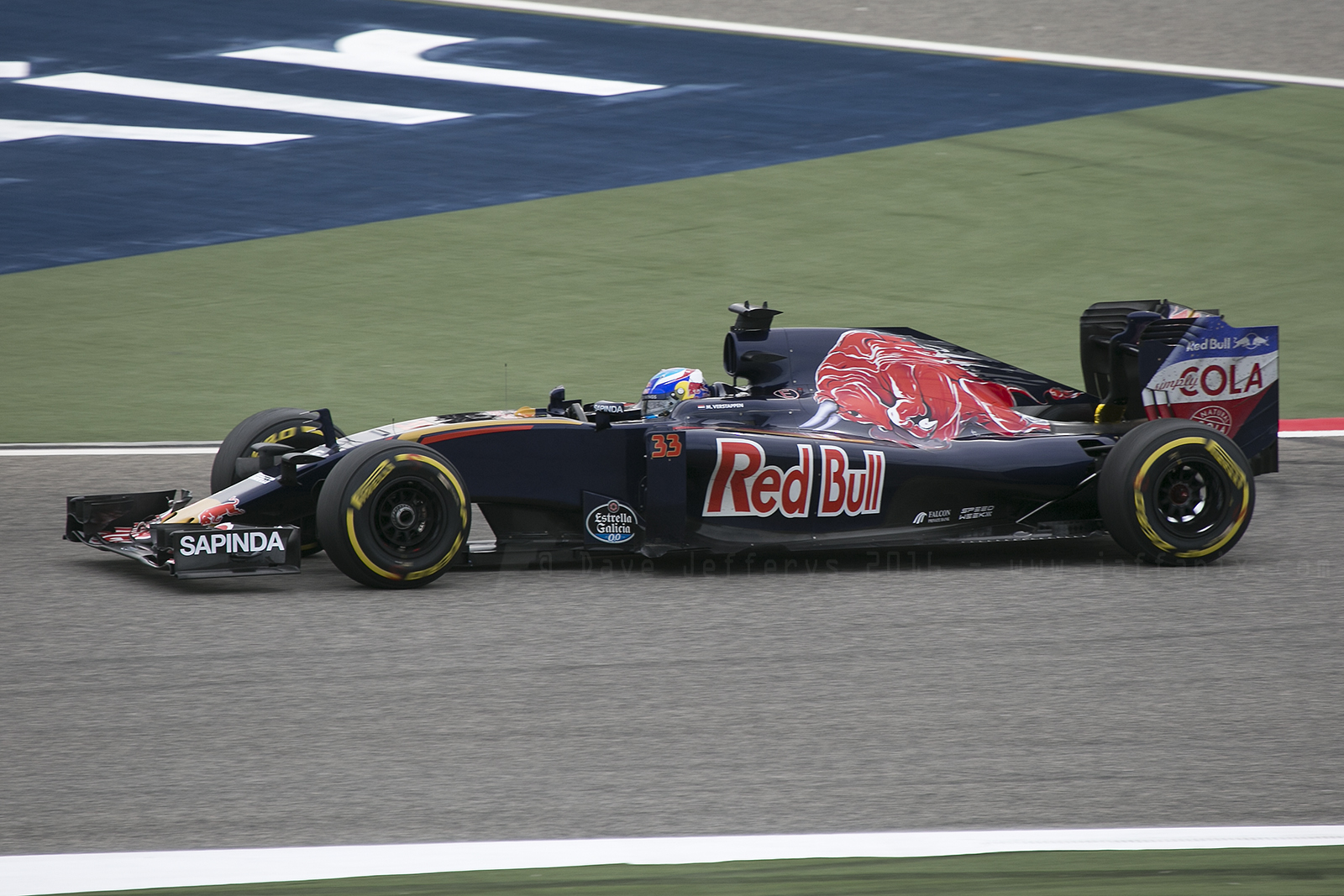
Verstappen au volant de la Toro Rosso en 2016 à Bahreïn.

À Melbourne, lors du Grand Prix inaugural, Max Verstappen réalise la meilleure qualification de sa carrière avec une cinquième place sur la grille ; le lendemain, après un problème au stand, il termine dixième de l'épreuve. À Bahreïn, sa sixième position finale lui permet de pointer à la huitième place du championnat du monde. En Chine, qualifié en neuvième position, il termine la course huitième, juste devant son coéquipier. Neuvième au départ du Grand Prix de Russie, il atteint la sixième position puis abandonne sur incident mécanique.
Le 5 mai 2016, entre les Grands Prix de Russie et d'Espagne, Red Bull annonce son transfert de la Scuderia Toro Rosso vers Red Bull Racing par échange de sa place avec Daniil Kvyat, impliqué dans un double incident à Sotchi ayant provoqué l'abandon de Sebastian Vettel. Christian Horner, le directeur de Red Bull Racing déclare : « Max a prouvé qu'il avait déjà beaucoup de talent, ses performances chez Toro Rosso ont été impressionnantes et nous sommes ravis de lui donner l'opportunité de piloter pour Red Bull. Nous avons la chance d'avoir quatre pilotes avec des longs contrats, nous pouvons donc les transférer d'une équipe à une autre. Daniil pourra continuer sa progression chez Toro Rosso, dans une écurie qu'il connaît bien et où il pourra démontrer tout son potentiel. » En remportant le Grand Prix d'Espagne, pour son premier départ au sein du Red Bull Racing, il devient, à 18 ans, 7 mois et 15 jours, le plus jeune vainqueur de l'histoire de la Formule 1,. Durant l'épreuve suivante, à Monaco, le Néerlandais casse son châssis lors de la séance d'essai puis, repêché après une non-qualification, abandonne en course après un nouvel accident.

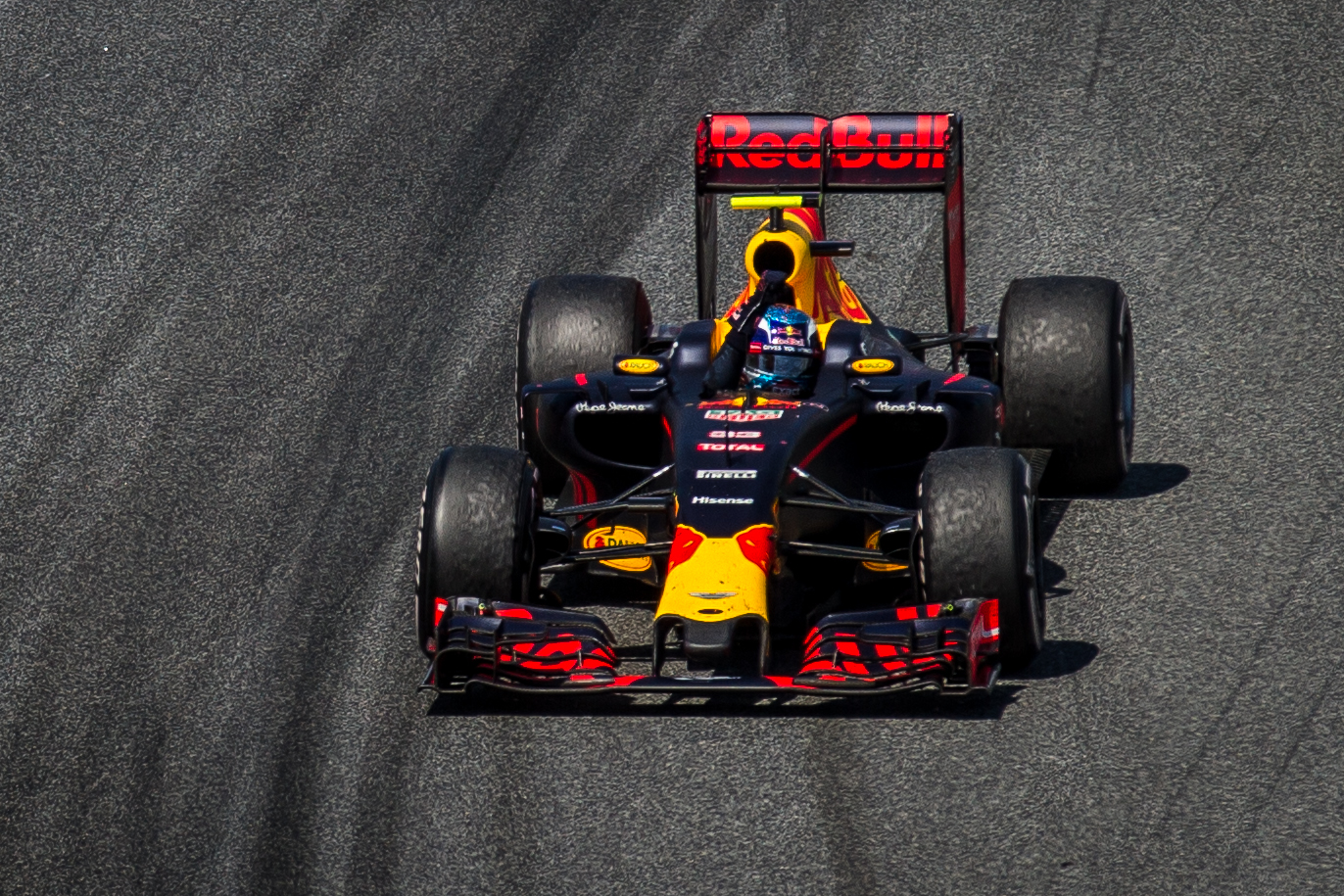
Max Verstappen fêtant sa victoire au Grand Prix d'Espagne 2016.

En Autriche, il profite d'un accident entre Nico Rosberg et Lewis Hamilton dans le dernier tour pour terminer deuxième après avoir doublé Rosberg, au ralenti à cause de son aileron avant bloqué sous sa voiture. Au Grand Prix d'Allemagne, quatrième des qualifications, Verstappen lutte un temps pour la victoire et se classe troisième, juste devant Nico Rosberg, respectant ainsi une consigne d'équipe lui demandant de s'effacer derrière son coéquipier. Son comportement en piste, lors du Grand Prix de Belgique, bien qu'il n'ait pas été sanctionné par les commissaires de course, crée la polémique chez divers pilotes et responsables d'écuries. En Malaisie, grâce à une seconde position derrière son équipier Daniel Ricciardo, il permet à Red Bull de réaliser son premier doublé depuis 2013. Une semaine plus tard, au Japon, il résiste à Lewis Hamilton dans les derniers tours et termine sur le podium, à la deuxième place. Au Brésil, où il dépasse sous la pluie onze pilotes dans les seize derniers tours (en se montrant particulièrement créatif dans le choix de ses trajectoires), pour prendre la troisième place, il devient, à 19 ans, 1 mois et 14 jours, le plus jeune pilote de l'histoire à réaliser un meilleur tour en course. Son dépassement par l'extérieur sur Nico Rosberg lors de ce Grand Prix est élu plus beau dépassement de l'année. Au terme de la saison, il termine cinquième du championnat avec 204 points.

### 2017: un championnat marquée par sept abandons et deux victoires

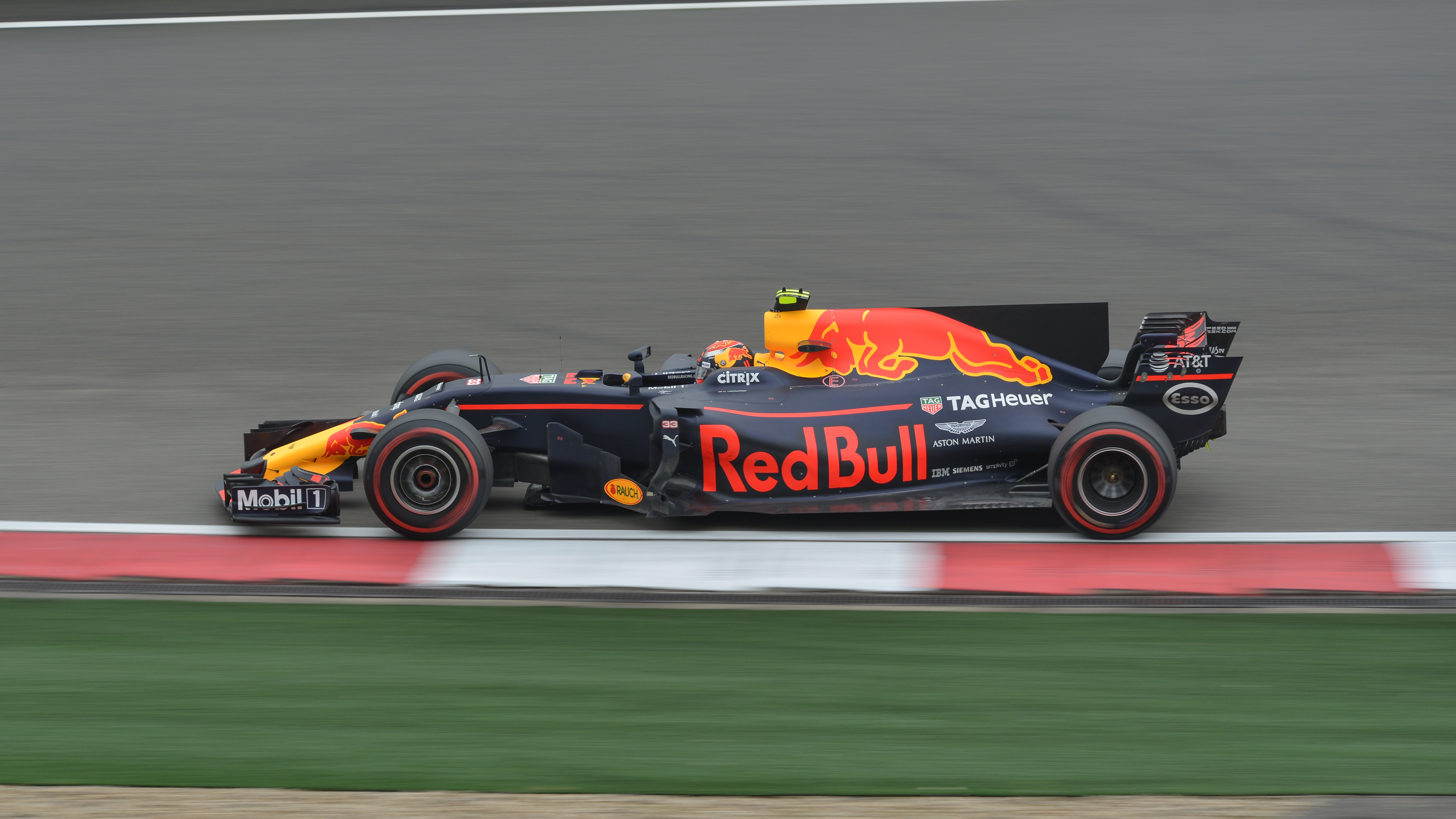
Verstappen durant le Grand Prix de Chine 2017.

À l'occasion de la première manche de la saison, en Australie, Max Verstappen se qualifie cinquième et termine le Grand Prix à la même place,. En Chine, après une qualification ratée, il pointe en seizième position sur la grille de départ. Le dimanche, le Néerlandais gagne neuf places dans le premier tour, profite de la sortie de la voiture de sécurité pour se rapprocher de la tête de course et effectue plusieurs dépassements décisifs pour se classer troisième derrière Lewis Hamilton et Sebastian Vettel. Une semaine plus tard à Bahreïn, il abandonne pour la première fois de la saison. Cinquième à l'arrivée du Grand Prix de Russie, il est accroché par Kimi Räikkönen, lui-même poussé par Valtteri Bottas, dès le premier virage du Grand Prix d'Espagne ce qui le contraint à l'abandon. Au Canada et en Azerbaïdjan, il subit deux abandons sur problème technique, alors qu'il se battait pour le podium. Lors du Grand Prix de Grande-Bretagne, il réintègre les points en terminant quatrième de l'épreuve.

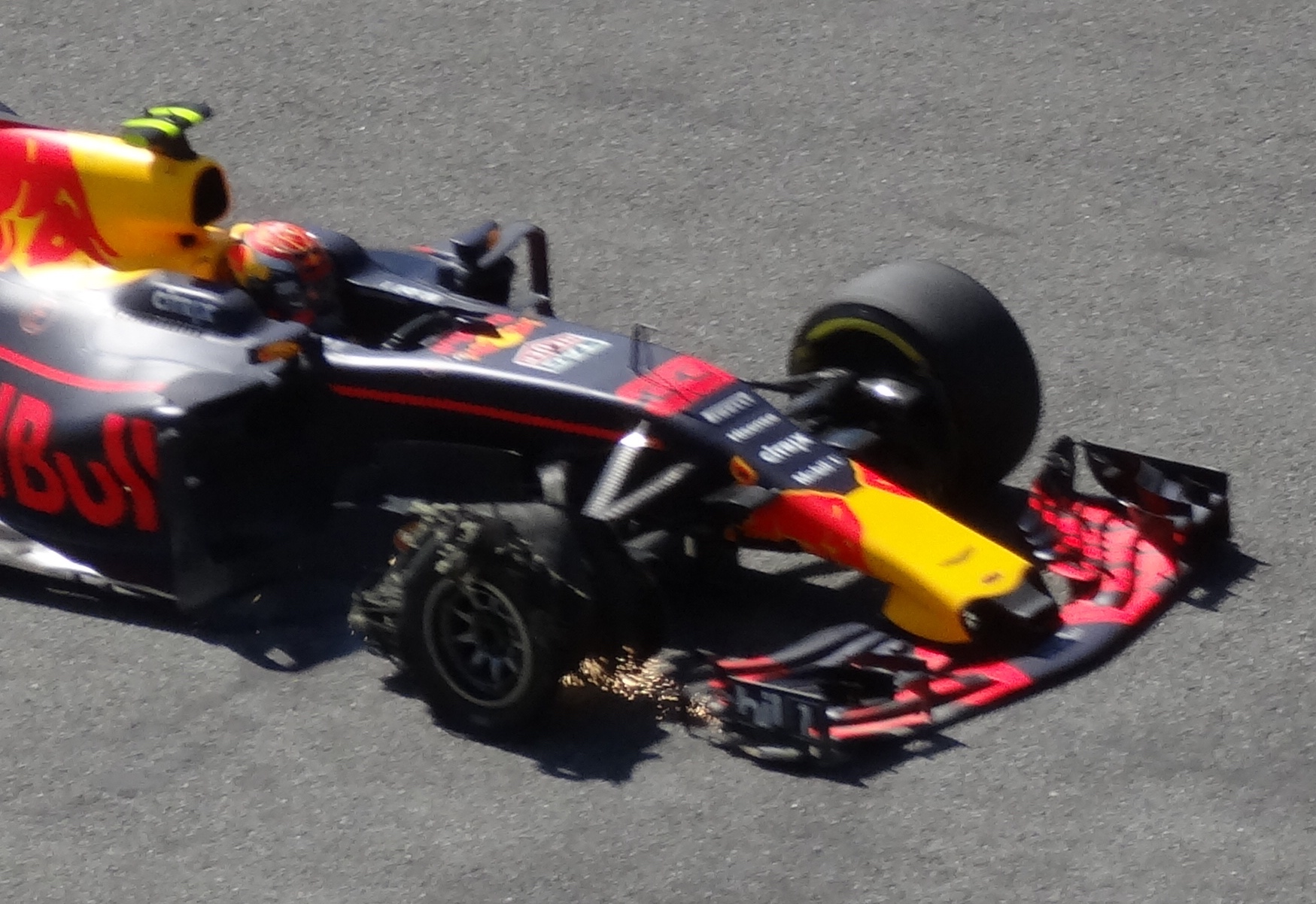
Crevaison de Verstappen à Monza en 2017.

En Belgique après la pause estivale, Verstappen connaît son sixième abandon de l'année. À Monza, en tout début de course, victime d'une touchette avec Felipe Massa qui crève son pneu avant droit, il est relégué en fond de classement ; il remonte au fil des tours et se classe dixième de l'épreuve, à un tour du vainqueur. Qualifié en première ligne lors du Grand Prix de Singapour, il abandonne dès les premiers mètres après une collision avec les pilotes Ferrari. En deuxième ligne au départ du Grand Prix de Malaisie, il dépasse le leader Lewis Hamilton au quatrième tour de course et remporte la deuxième victoire de sa carrière ; le lendemain de son vingtième anniversaire. Une semaine plus tard au Japon, il s'adjuge le dixième podium de sa carrière grâce à une deuxième position. Au Grand Prix des États-Unis, il connaît un weekend difficile à cause d'un problème moteur qui le relègue en fond de grille. Le lendemain, troisième sous le drapeau à damiers, il reçoit cinq secondes de pénalité pour avoir dépassé Räikkönen hors de la piste et est reclassé à la quatrième place. Lors du Grand Prix du Mexique, qualifié en deuxième position sur la grille, juste derrière Vettel, il réussit le meilleur envol et pointe en tête dès le premier virage, ce qui lui permet d'obtenir sa deuxième victoire de la saison. Max Verstappen termine son année avec 168 points et se classe sixième du championnat.

### 2018: troisième saison avec Red Bull

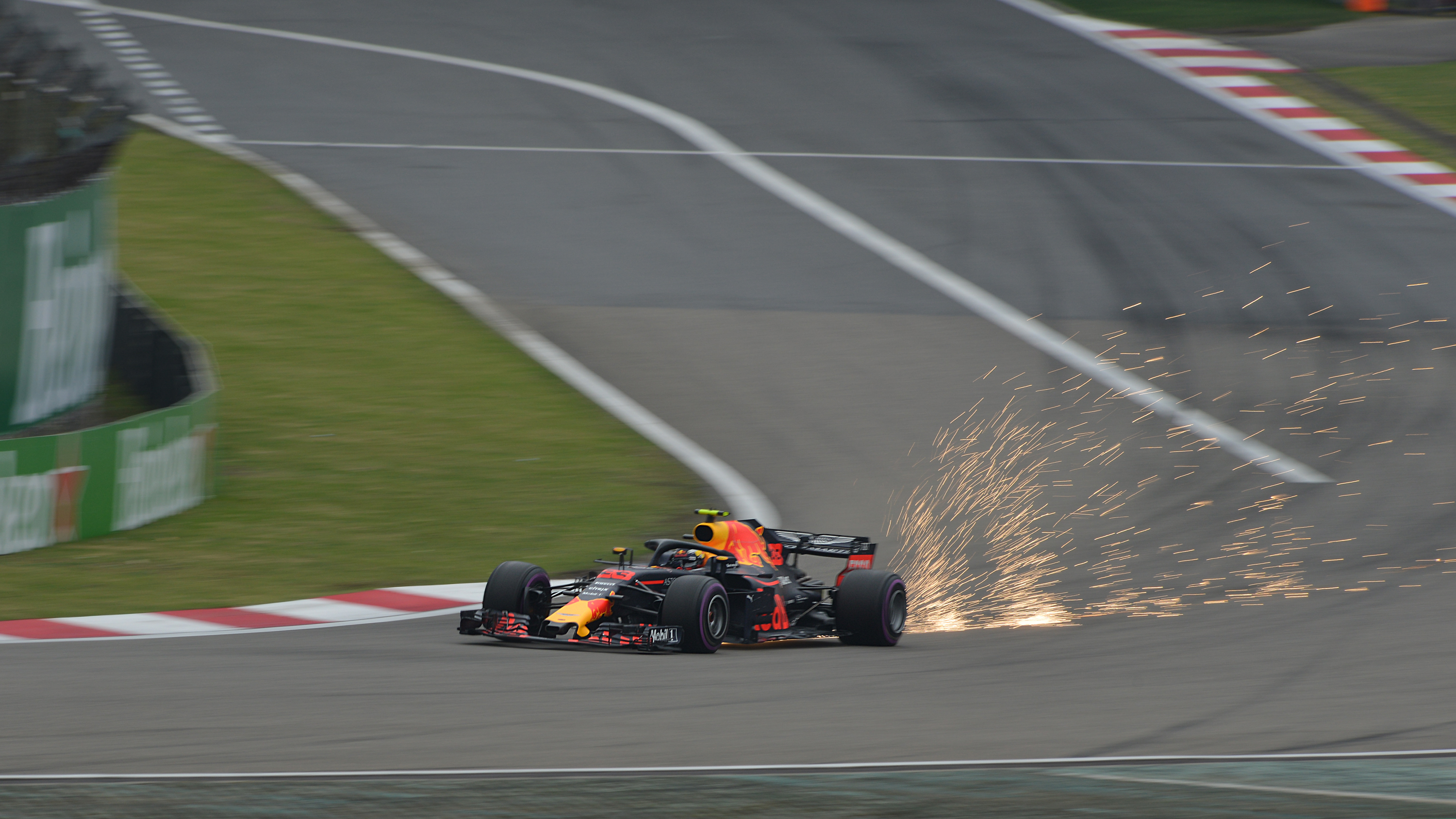
Max Verstappen, avec la Red Bull RB14, lors des qualifications du Grand Prix de Chine 2018.

Lors du Grand Prix inaugural, à Melbourne, Max Verstappen se qualifie en quatrième position ; le lendemain, il termine sixième de la course après avoir effectué un tête-à-queue. Il abandonne dès les premiers tours du Grand Prix de Bahreïn, victime d'une crevaison à l'arrière-gauche après une touchette avec Lewis Hamilton. Une semaine plus tard, en Chine, alors qu'il se battait pour une place sur le podium, il percute Sebastian Vettel qu'il envoie en tête-à-queue et reçoit dix secondes de pénalité ; quatrième sous le drapeau à damiers, il est ainsi reclassé à la cinquième position. Au Grand Prix d'Azerbaïdjan, en fin d'épreuve alors qu'elles luttent pour une place sur le podium, les deux Red Bull s'accrochent et abandonnent après que Daniel Ricciardo a tenté de dépasser son coéquipier. Pour le retour en Europe, lors du Grand Prix d'Espagne, il bénéficie de l'abandon de Kimi Räikkönen et de la mauvaise stratégie de Vettel pour se classer troisième. Après un weekend difficile à Monaco, Verstappen obtient son second podium de la saison lors du Grand Prix du Canada, en terminant troisième. En France, il profite d'un accident entre Vettel et Bottas dans le premier tour pour finir deuxième. Qualifié en quatrième position sur la grille du Grand Prix d'Autriche, il gagne une place dès le premier tour et grâce à une bonne stratégie, il s'adjuge la quatrième victoire de sa carrière, la première de Red Bull Racing sur son circuit. Cinquième des qualifications en Grande-Bretagne, il abandonne en course à cause d'un problème de boîte de vitesses. En Hongrie, il subit son troisième abandon de l'année à cause d'une perte de puissance moteur.
Au Grand Prix de Belgique, après la pause estivale, il s'élance septième et franchit la ligne d'arrivée troisième, à trente secondes du vainqueur Sebastian Vettel. Qualifié en deuxième position derrière Hamilton lors du Grand Prix de Singapour, le Néerlandais termine l'épreuve à la même place. Au Japon, il se classe troisième derrière les pilotes Mercedes et termine deuxième du Grand Prix des États-Unis, après une passe d'armes avec Lewis Hamilton en fin de course. Au Mexique, qualifié en deuxième position, juste derrière son équipier, il réussit un meilleur envol, pointe en tête dès le premier virage et s'impose pour la deuxième fois de la saison. Ainsi, il établit le nouveau record du plus grand nombre de Grands Prix remportés sans jamais avoir obtenu la moindre pole position,. Au quarante-quatrième tour du Grand Prix du Brésil, Esteban Ocon, chaussé de pneus neufs, tente, dans les esses de Senna, de se dédoubler face à Max Verstappen, alors en tête de l'épreuve mais percute le pilote néerlandais qui part en tête-à-queue et doit laisser la victoire à Lewis Hamilton ; Ocon est alors pénalisé d'un stop-and-go pour conduite agressive envers le leader. À la fin de la course, Verstappen, très énervé, bouscule le Français lors de la procédure obligatoire de la pesée et est condamné à deux jours de travail d'intérêt général. Il termine troisième de la dernière épreuve de la saison et se classe quatrième du championnat avec 249 points.

### 2019-2020: la confirmation

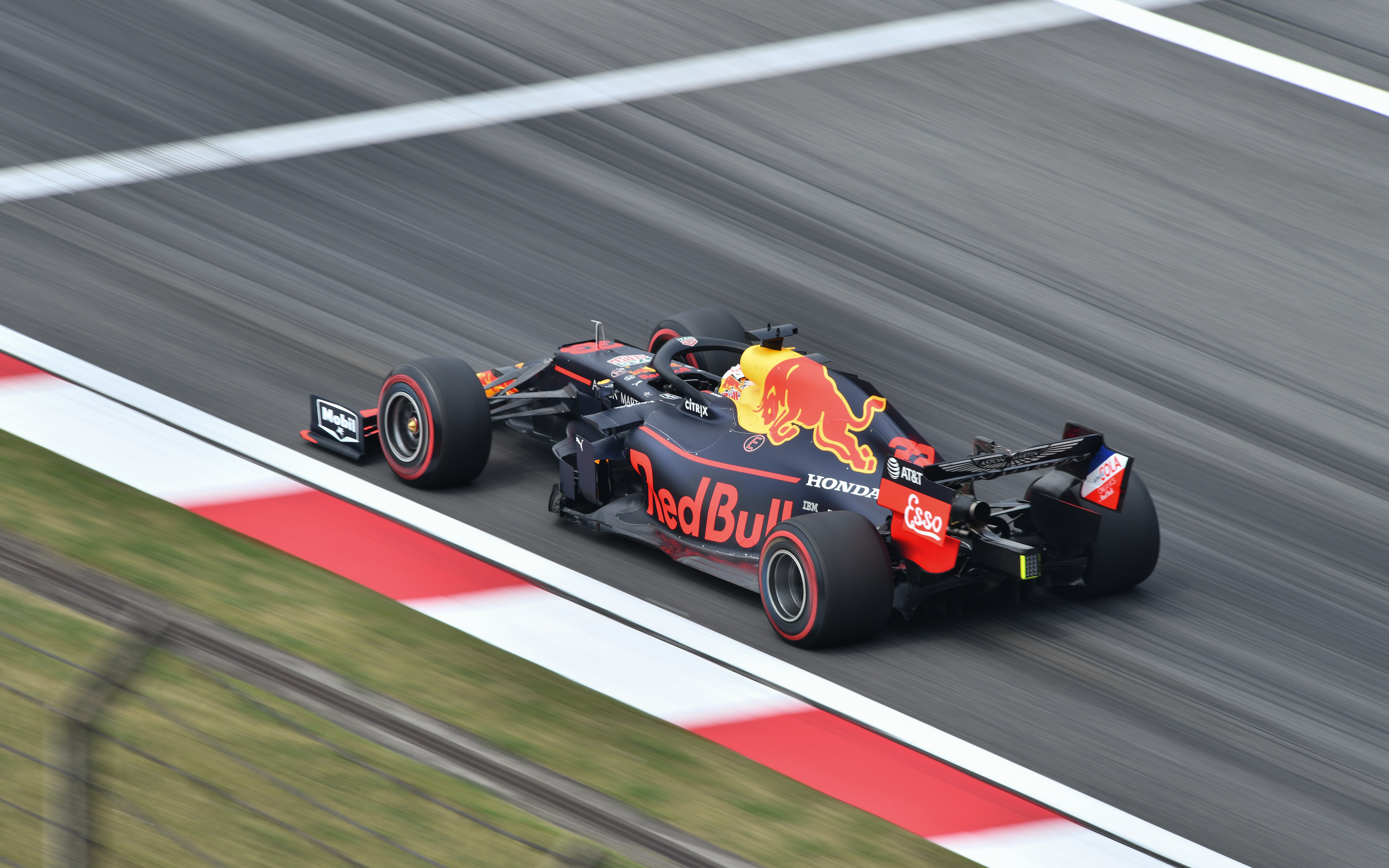
Verstappen au Grand Prix de Chine 2019.

Au Grand Prix d'Australie, pour l'ouverture de la saison, Max Verstappen termine troisième derrière les pilotes Mercedes, apportant à Honda son premier podium depuis son retour en tant que motoriste en 2015. Lors des derniers tours du Grand Prix de Bahreïn, il profite du problème moteur de Leclerc pour revenir sur lui, cependant, le double abandon des pilotes Renault amène la voiture de sécurité en piste pour sécuriser le secteur : la course se termine sous ce régime et doit ainsi se contenter de la quatrième place. En Chine, parti cinquième, ses tentatives d'undercut face aux pilotes de la Scuderia Ferrari fonctionnent, puisqu'il les contraint à couvrir sa stratégie. Ainsi, alors que Mercedes réalise un troisième doublé consécutif, il s'intercale entre les deux voitures rouges, derrière Sebastian Vettel qu'il attaque au dix-neuvième tour, et devant Charles Leclerc à qui il ravit la quatrième position. Lors du Grand Prix d'Espagne, qui marque le début de la saison européenne, il profite d'un bon départ pour passer Vettel au premier virage et se classe troisième. À Monaco, il franchit la ligne d'arrivée deuxième mais reçoit cinq secondes de pénalité pour avoir tassé Valtteri Bottas dans la voie des stands : il est ainsi reclassé à la quatrième place.
Au Grand Prix d'Autriche, il perd des places dans les premiers virages après un mauvais départ mais remporte l'épreuve en doublant Charles Leclerc dans les derniers tours, mettant un terme à l'hégémonie de Mercedes depuis le début de l'année. En Grande-Bretagne, à la mi-course, alors qu'il se bat pour conserver sa troisième position, il est percuté par Vettel et finit cinquième. Lors du Grand Prix d'Allemagne, il s'impose pour la première fois à Hockenheim malgré un départ raté et un tête-à-queue vers la mi-course. Une semaine plus tard, en Hongrie, il réalise la première pole position de sa carrière ; le lendemain, il se bat longtemps pour défendre sa première place mais à quatre tours du terme, ses pneus complètement dégradés lui font lâcher prise face à Lewis Hamilton et il termine deuxième. Après son abandon en Belgique, le Néerlandais se classe huitième en Italie puis termine troisième du Grand Prix de Singapour ; il rejoint Leclerc à la troisième place du championnat, avec 200 points. Aux États-Unis, il monte sur son septième podium de l'année en terminant troisième, derrière les Mercedes. Lors du Grand Prix du Brésil, après s’être élancé de la pole position, Verstappen obtient sa troisième victoire de la saison malgré une fin d'épreuve animée. Deuxième du dernier Grand Prix, à Abou Dabi, il se classe troisième du championnat avec 278 points.

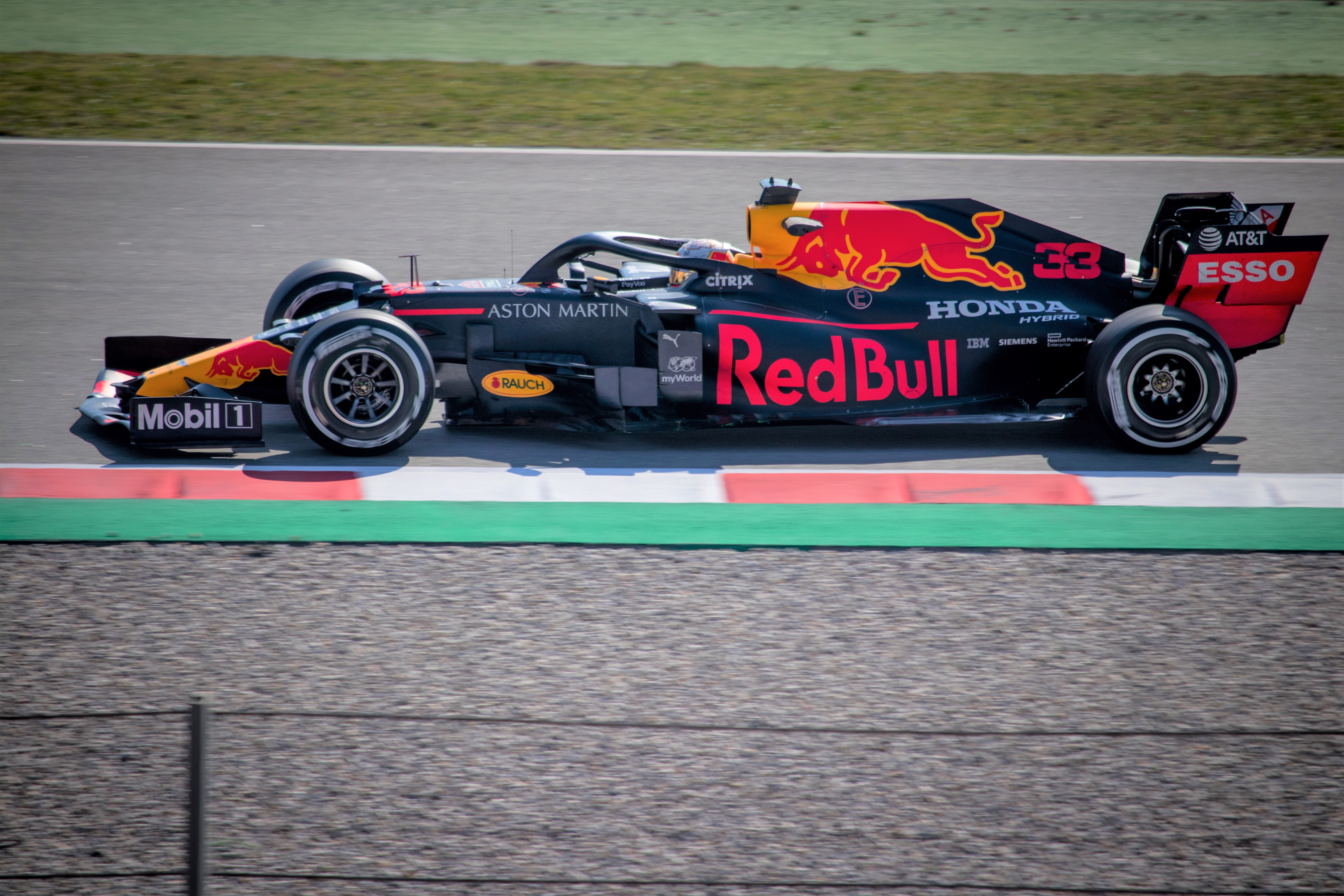
Max Verstappen lors des essais hivernaux à Barcelone en 2020.

Le 7 janvier 2020, il prolonge son contrat avec Red Bull Racing pour trois années supplémentaires, jusqu'à la fin de la saison 2023. La pandémie de Covid-19 perturbe fortement le championnat 2020, comme l'ensemble des manifestations sportives dans le monde ; si bien que la saison débute en Autriche le 5 juillet. Durant la première course de l'année, Max Verstappen abandonne sur problème technique, alors qu'il se battait pour le podium. Une semaine plus tard, en Styrie, il se qualifie en première ligne ; en difficulté vers la mi-course, il est doublé par Bottas et termine troisième. Au Grand Prix de Hongrie, en allant se mettre en grille avec des pneus intermédiaires, la piste étant mouillée après une averse, il sort de la piste, percute le mur de pneus et abîme l'avant de sa RB16. Ses mécaniciens parviennent à réparer sa voiture sur la grille en douze minutes ; au départ, le Néerlandais gagne quatre places et se retrouve troisième. La piste séchant rapidement, les voitures regagnent les stands au bout de quatre tours pour passer les gommes lisses. Dans la manœuvre, il dépasse Stroll et franchit la ligne d'arrivée deuxième. En Grande-Bretagne, isolé à la troisième position, il profite de la crevaison de Valtteri Bottas en fin d'épreuve pour se classer deuxième.
Qualifié en quatrième position sur la grille du Grand Prix du 70e anniversaire, il gagne une place dès le premier tour ; une bonne stratégie lui permet d'obtenir sa première victoire de la saison. Troisième des qualifications, derrière les Mercedes, en Espagne, Verstappen profite d'un bon départ sur le côté propre de la piste pour dépasser Bottas au premier virage et terminer second. Lors du Grand Prix d'Italie, il subit son deuxième abandon à cause d'une perte de puissance moteur ; sa série de six podiums consécutifs s'achève sur le circuit de Monza. Après son retrait en Toscane, il s'adjuge les points de la deuxième place en Russie et à l'Eifel. Troisième du Grand Prix du Portugal, il monte sur le quarantième podium de sa carrière. Sur le circuit d'Imola, qui fait son retour au calendrier après quatorze ans d'absence, il est victime de l'explosion de son pneu arrière droit dans le cinquante-et-unième passage, ce qui l'expédie en tête à queue dans les graviers et provoque son abandon. Au Grand Prix de Bahreïn, il effectue une course solitaire en deuxième position et obtient son troisième meilleur tour en course de la saison. À l'occasion du dernier Grand Prix, il acquiert son unique pole position de l'année ; le lendemain, il mène l'intégralité de l'épreuve et remporte son dixième succès en carrière. Max Verstappen, qui comptabilise onze podiums en tout, termine troisième du championnat avec 214 points.

### 2021: champion du monde lors d'un final controversé
Auteur de la pole position, au volant de la RB16B, lors du Grand Prix inaugural à Bahreïn, il dépasse, en fin d'épreuve, Lewis Hamilton par l'extérieur mais met ses quatre roues au-delà du vibreur ; la direction de course lui intimant de rendre la position, Verstappen s'exécute et termine deuxième. À Imola, troisième sur la grille, il prend la tête de l'épreuve sur une piste détrempée, dès la première chicane en dépassant le Britannique de façon musclée pour remporter la onzième victoire de sa carrière. Au Grand Prix du Portugal, malgré quelques difficultés d'adhérence, il profite d'une erreur de Bottas vers la mi-course pour terminer deuxième. Une semaine plus tard, en Espagne, deuxième des qualifications, il effectue un bon départ pour passer Lewis Hamilton au premier virage ; celui-ci passe alors à une stratégie à deux arrêts et reprend l'avantage en fin d'épreuve ; Verstappen finit second. À Monaco, il bénéficie de l'abandon prématuré de Charles Leclerc qui avait réalisé le meilleur temps du samedi après-midi, mais laisse l'emplacement de la pole position vide en raison d'une casse mécanique durant son tour de mise en grille. Après un cavalier seul, le Néerlandais s'impose et prend, pour la première fois de sa carrière, la tête du championnat. Après cinq manches, il estime que Red Bull commet moins d'erreurs que Mercedes, et précise : « Mercedes et Hamilton n'ont jamais eu à se battre pour le titre ces dernières années. Même avec Sebastian Vettel, on ne peut pas dire qu'il s’agissait réellement d’une lutte pour le titre. La donne est donc différente pour eux cette année et nous devons continuer à les mettre sous pression afin qu'ils continuent à faire des erreurs ».

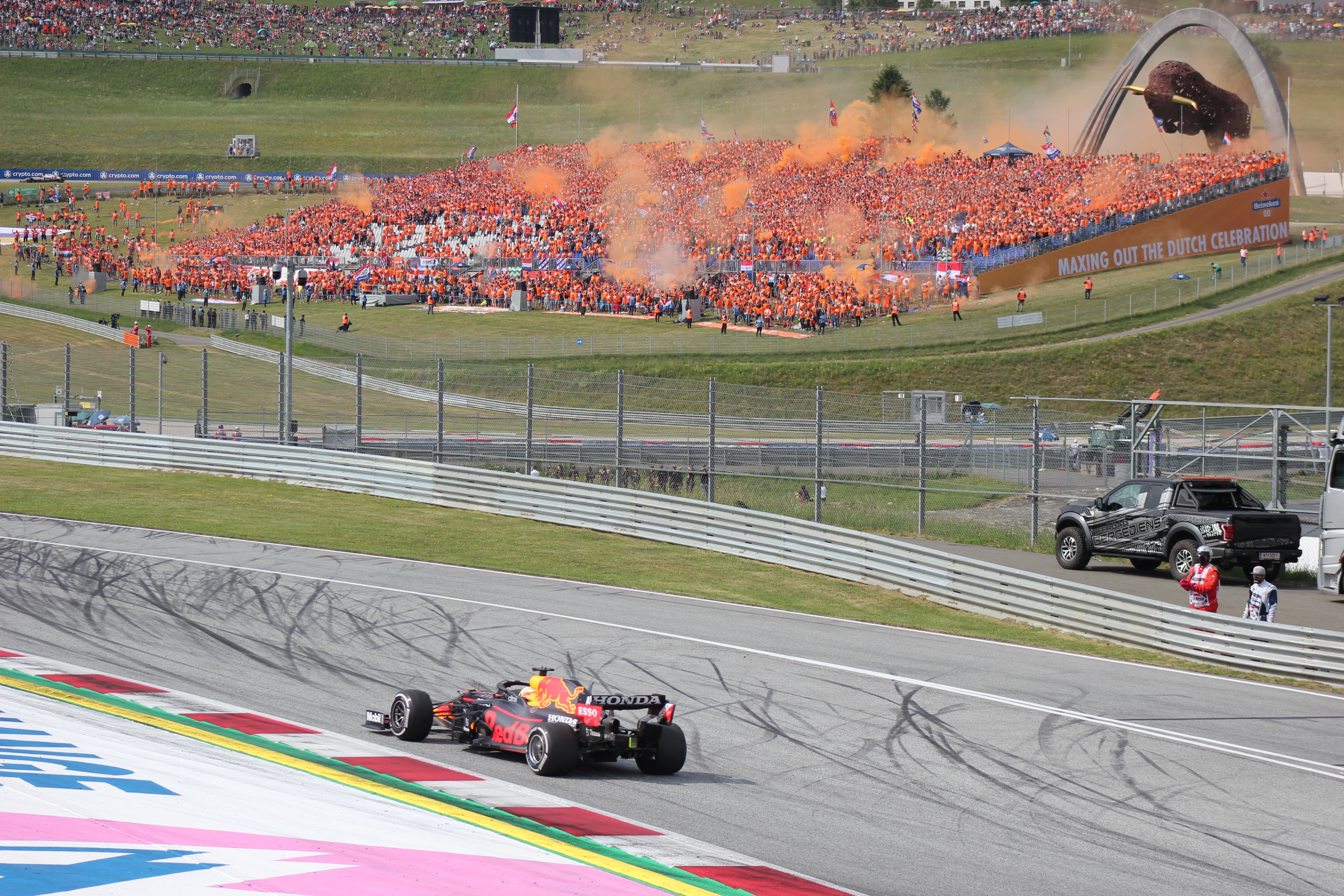
Verstappen fêtant sa victoire au Grand Prix d'Autriche 2021.

Lors de la sixième manche à Bakou, Max Verstappen caracole en tête quand son pneu arrière gauche explose à pleine vitesse dans la grande ligne droite, le contraignant à l'abandon à cinq tours de l'arrivée, et laissant la victoire à son coéquipier Sergio Pérez. À la suite de son crash et d'un drapeau rouge, un nouveau départ est donné pour deux tours ; Hamilton, qui a l'occasion de lui reprendre la tête du championnat, part tout droit dans l'échappatoire et ne marque aucun point. Au Grand Prix de France, il obtient la pole position, le meilleur tour en course, remporte l'épreuve et réalise son premier hat trick. Lors du Grand Prix de Styrie, dans le fief de son écurie, il s'élance depuis la pole position et mène l'intégralité des soixante-et-onze tours pour acquérir sa quatrième victoire de la saison ; une semaine plus tard, sur le même circuit, il survole à nouveau l'épreuve et s'adjuge le premier grand chelem de sa carrière (victoire, pole position, meilleur tour et course menée de bout en bout) et porte à trente-deux points son avance sur Lewis Hamilton en tête du championnat. Le 17 juillet, à Silverstone, premier vainqueur d'une qualification sprint, il obtient sa quatrième pole position consécutive. Le lendemain, lors du premier tour de course, le Néerlandais résiste aux attaques de Lewis Hamilton qui se porte à plusieurs reprises à sa hauteur ; dans le virage de Copse, le pilote Mercedes, qui tente de s'infiltrer à l'intérieur, percute la roue arrière droite de la Red Bull qui traverse le bac à graviers à pleine vitesse et s'écrase dans le mur de pneus à 51 g. Après s'être difficilement extrait de sa monoplace, Verstappen doit être conduit à l'hôpital pour des examens de contrôle où des contusions sont diagnostiquées. Lors de la onzième manche en Hongrie, qualifié en troisième position sur la grille, il est victime d'un carambolage au départ où sa voiture subit des dégâts irrémédiables. Il dispute toutefois les soixante-dix tours à son volant et passe la ligne d'arrivée en dixième position, qui se transforme en neuvième place après la disqualification de Sebastian Vettel. Hamilton qui se classe deuxième, en profite pour lui ravir la tête du championnat du monde.
Au Grand Prix de Belgique, après la pause estivale, il réalise sa sixième pole position de la saison ; à cause de conditions climatiques dantesques, le Grand Prix, lancé à 18 h 17, se résume à trois tours derrière la voiture de sécurité et le classement est arrêté au terme du premier tour. Vainqueur grâce à sa position de pointe, Max Verstappen marque la moitié des points (12,5) et revient à trois unités du Britannique. En obtenant, lors de son Grand Prix national, sa septième victoire de l'année, il s'impose devant ses dizaines de milliers de supporters de l'Oranje Army et reprend la tête du championnat. Avec dix-sept victoires, il devient le pilote comptant le plus de succès sans avoir remporté de titre mondial. Une semaine plus tard, à Monza, il s'accroche dans la première chicane avec Lewis Hamilton et provoque leur double abandon. Dans la soirée, après avoir été entendu avec son rival par les commissaires, Verstappen, jugé responsable, écope d'une pénalité de trois places sur la grille de départ du Grand Prix de Russie. Durant le weekend de Sotchi, où Mercedes est invaincue depuis la première édition en 2014, il se dit imperméable à la pression dans la lutte pour le titre, répondant à une suggestion de son rival selon laquelle celle-ci pourrait lui faire perdre ses moyens. Il dit plutôt : « Je pense que si quelqu'un me connaît vraiment, je suis vraiment relax à propos de toutes ces choses et rien ne me dérange, je suis très cool. C'est vraiment la meilleure sensation d'avoir une voiture, une très bonne voiture, qui vous permet d'arriver à chaque weekend de course en sachant que vous pouvez vous battre pour la victoire. Peu importe d'être en tête du championnat ou pas. Ses commentaires, cela montre bien qu'il ne me connaît pas. »
Lors de cette quinzième manche, à Sotchi, le changement de son unité de puissance hors quota alloué, le rejette à la dernière place sur la grille. L'averse qui s'abat sur le circuit à moins de dix tours de l'arrivée et un passage en pneus intermédiaires dans un timing idéal suivi d'une série de dépassements, lui permet de se classer deuxième derrière Lewis Hamilton qui obtient sa centième victoire et reprend la tête du championnat ; le Néerlandais limite toutefois, de manière inespérée, son retard à deux points. Il se classe à nouveau deuxième du Grand Prix de Turquie derrière Valtteri Bottas et reprend la tête du championnat avec six points d'avance sur Hamilton ce qui constitue le quatrième changement de leader du championnat en six courses. Deux semaines plus tard, lors du Grand Prix des États-Unis, parti de la pole position, il remporte l'épreuve en battant son principal rival, grâce à une stratégie rondement exécutée.

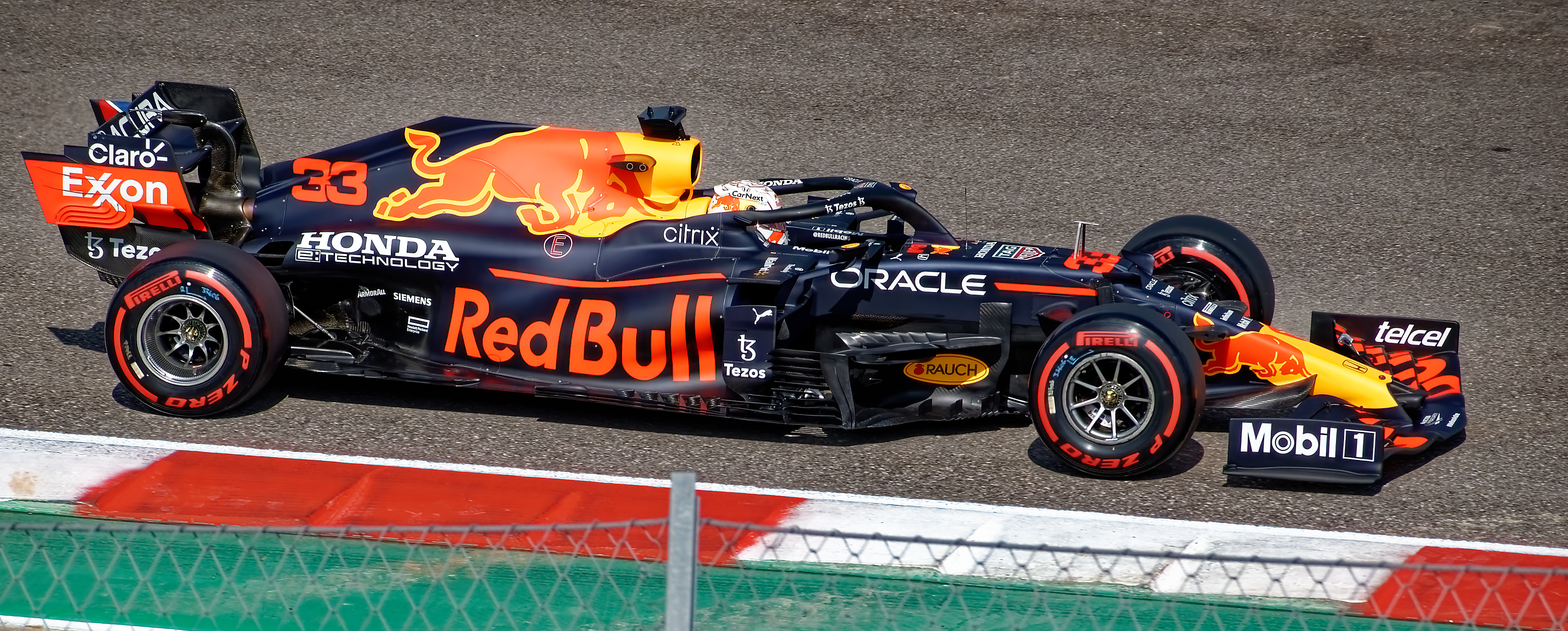
Max Verstappen au Grand Prix des États-Unis 2021.

Helmut Marko ayant noté qu'il fallait dix victoires pour assurer le titre mondial, Max Verstappen s'en rapproche en s'imposant pour la première fois à Mexico. Il a donc gagné la moitié des dix-huit manches disputées à ce stade de la saison, et se ménage une avance de 19 points sur Lewis Hamilton, relégué à plus de 16 secondes à l'arrivée. Le pilote néerlandais construit sa victoire sur l'Autódromo Hermanos Rodríguez en bondissant de sa troisième place sur la grille de départ, pour dépasser les deux Mercedes par l'extérieur au premier virage, avant de s'échapper et de contrôler l'ensemble de la course. La semaine suivante à São Paulo, Hamilton pénalisé pour un nouveau moteur thermique monté sur sa W12, doit s'élancer dixième sur la grille de départ, alors que Max Verstappen, deuxième au départ, déborde le poleman Valtteri Bottas et prend les commandes de la course. Mais son rival, qui bénéfice d'un surcroit de puissance avec son moteur neuf, remonte jusqu'à se retrouver deuxième, et le dépasse au 59e tour, non sans que le Néerlandais se soit défendu dix boucles plus tôt en l'emmenant hors de la piste dans le virage no 4 du circuit d'Interlagos. Le Britannique s'impose et réduit son retard à 14 points. Arrivé le weekend suivant sur le circuit international de Losail pour disputer le nouveau Grand Prix du Qatar, il est pénalisé d'un recul de cinq positions sur la grille de départ pour non-respect d'un double drapeau jaune lors des qualifications. Si son principal adversaire, en pole position, l'emporte en menant l'épreuve de bout en bout, le pilote Red Bull remonte rapidement à la deuxième place et s'adjuge le point bonus du meilleur tour ; son avance au championnat à deux courses du terme est désormais de huit points.
Hamilton remporte l'avant-dernière course à Djeddah et les deux rivaux se présentent pour la finale à Abou Dabi à égalité de points en tête du championnat. Lors de cette dernière épreuve, Max Verstappen part en pole position, mais le pilote Mercedes prend un meilleur départ et mène la course à sa main jusqu'au 53e des 58 tours du circuit de Yas Marina. Un accident de Nicholas Latifi provoque alors la sortie de la voiture de sécurité, Verstappen en profite pour changer immédiatement ses pneus pour repartir en « tendres », alors que Lewis Hamilton reste en piste. Cinq voitures retardataires sont intercalées entre eux, puis sont autorisées à dépasser la Safety Car pour rejoindre le peloton dans l'avant-dernier tour. Elle s'écarte à l'attaque de la dernière boucle, et le Néerlandais avec ses pneus plus frais, n'a aucun mal à dépasser Hamilton dans le cinquième virage pour filer vers sa dixième victoire de l'année, et le titre mondial à 24 ans et 73 jours. Il met ainsi fin à la période de domination des pilotes Mercedes qui durait depuis le début de l'ère hybride en 2014 et détrône le quadruple tenant du titre, établissant par ailleurs un nouveau record de dix-huit podiums sur une année (record qu'il bat lui même en 2023).
À l'inverse d'Hamilton, qui avait conservé son no 44 après ses six titres de champion du monde avec Mercedes (depuis 2014), tandis que Nico Rosberg sacré en 2016 s'était retiré de la Formule 1 dans la foulée immédiate de son titre, Max Verstappen choisit de porter le no 1 du champion du monde en titre pour la saison 2022 : « Combien de fois peut-on faire ça ? Je ne sais pas, c'est peut-être la seule fois que je peux le faire dans ma vie. Je pense que c'est le meilleur numéro possible. Je le mettrai sur la voiture ». Fin décembre, Verstappen est élu meilleur pilote de la saison 2021, aussi bien par les votes des directeurs d'écuries, que par ceux des autres pilotes de Formule 1.

### 2022: double champion du monde

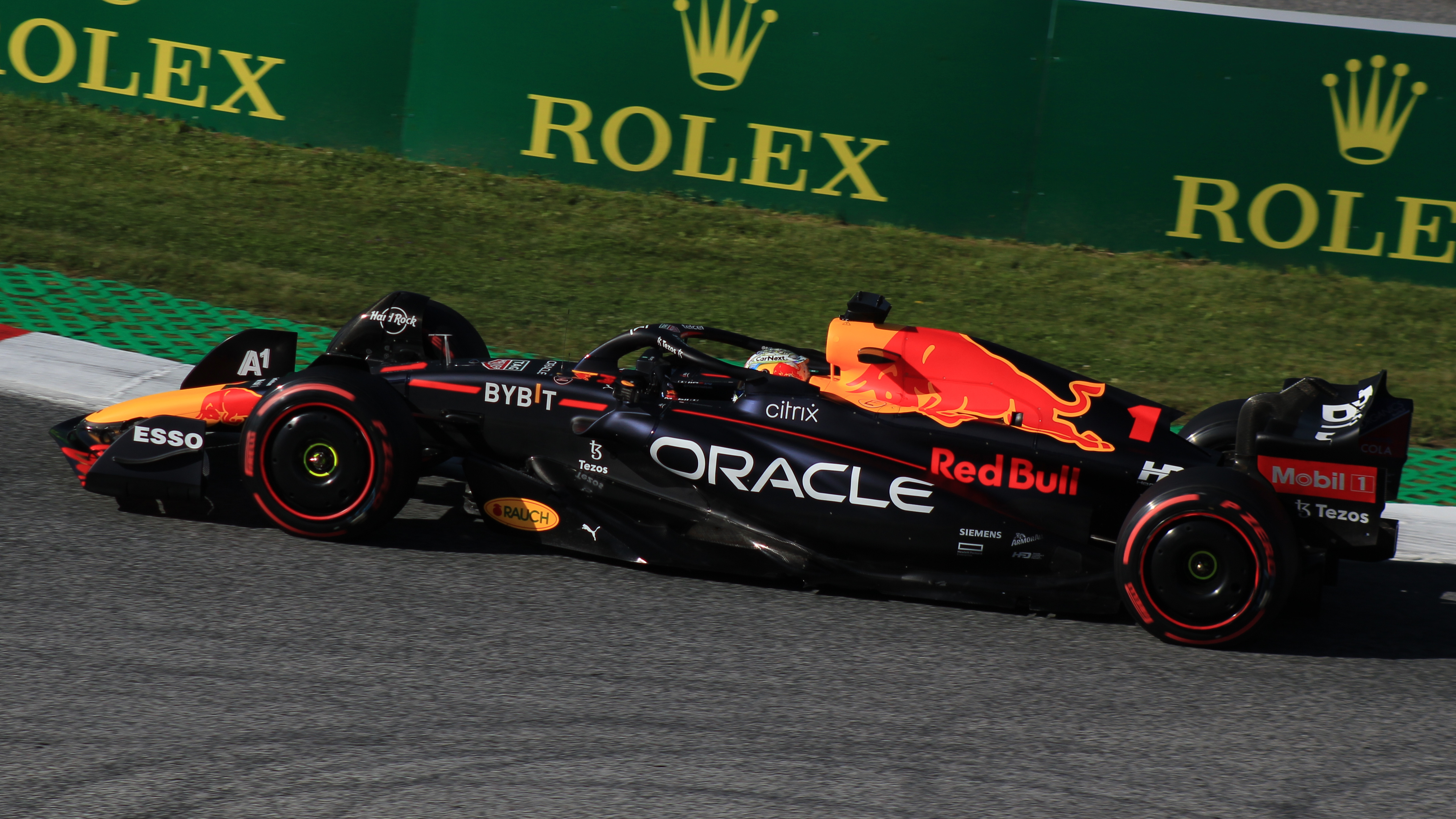
Max Verstappen en Autriche, avec la Red Bull RB18 no 1, numéro exclusif au champion du monde sortant.

Le 3 mars 2022, quelques jours après avoir testé la Red Bull RB18 sur le Circuit de Catalunya, Max Verstappen signe un nouveau contrat pour l'écurie avec laquelle il court depuis 2016. Il déclare : « J’aime vraiment faire partie de l’équipe Red Bull Racing, donc choisir de rester jusqu’à la saison 2028 a été une décision facile. J’adore cette équipe et l’année dernière a été tout simplement incroyable. Notre objectif depuis que nous nous sommes engagés ensemble en 2016 était de gagner le championnat et nous l’avons fait, alors maintenant, il s’agit de garder le numéro 1 sur la voiture à long terme ». Christian Horner ajoute « Avec notre nouvelle division, Red Bull Powertrains, qui travaille sur la nouvelle réglementation des moteurs pour 2026, nous voulions nous assurer que nous avions le meilleur pilote sur la grille ».
Lors du premier Grand Prix de la saison, à Bahreïn, alors qu'il roule en deuxième position derrière Charles Leclerc, son moteur, privé d'alimentation en essence le contraint à l'abandon à trois tours du but ; son coéquipier Sergio Pérez est victime du même problème deux boucles plus tard. Une semaine plus tard à Djeddah, il obtient le vingt-et-unième succès de sa carrière, après un combat roues contre roues avec Leclerc dans les derniers tours de la course. Il s'agit de la septième saison consécutive depuis 2016, où il remporte au moins une victoire. Après avoir abandonné au Grand Prix d'Australie, il s'adjuge le Grand Chelem à Imola avec un total de points inédit (la nouvelle formule du sprint lui ayant apporté 8 points pour sa victoire du samedi, auxquels s'ajoutent ceux de son succès dominical, agrémenté du meilleur tour d'une course qu'il mène de bout en bout pour en marquer 34 d'un coup), ce qui lui permet de remonter à la deuxième place du championnat pilote à 27 points du Monégasque. Au premier Grand Prix de Miami de l'histoire, il se qualifie troisième des qualifications derrière les Ferrari ; le lendemain, il gagne une place dès le premier tour avant de doubler Charles Leclerc pour s'imposer. En Espagne, le pilote néerlandais subit des problèmes de DRS et effectue une sortie de piste, mais grâce à une stratégie agressive, il parvient à obtenir sa quatrième victoire de l'année et bénéficie de l'abandon de son rival pour prendre la tête du championnat du monde.

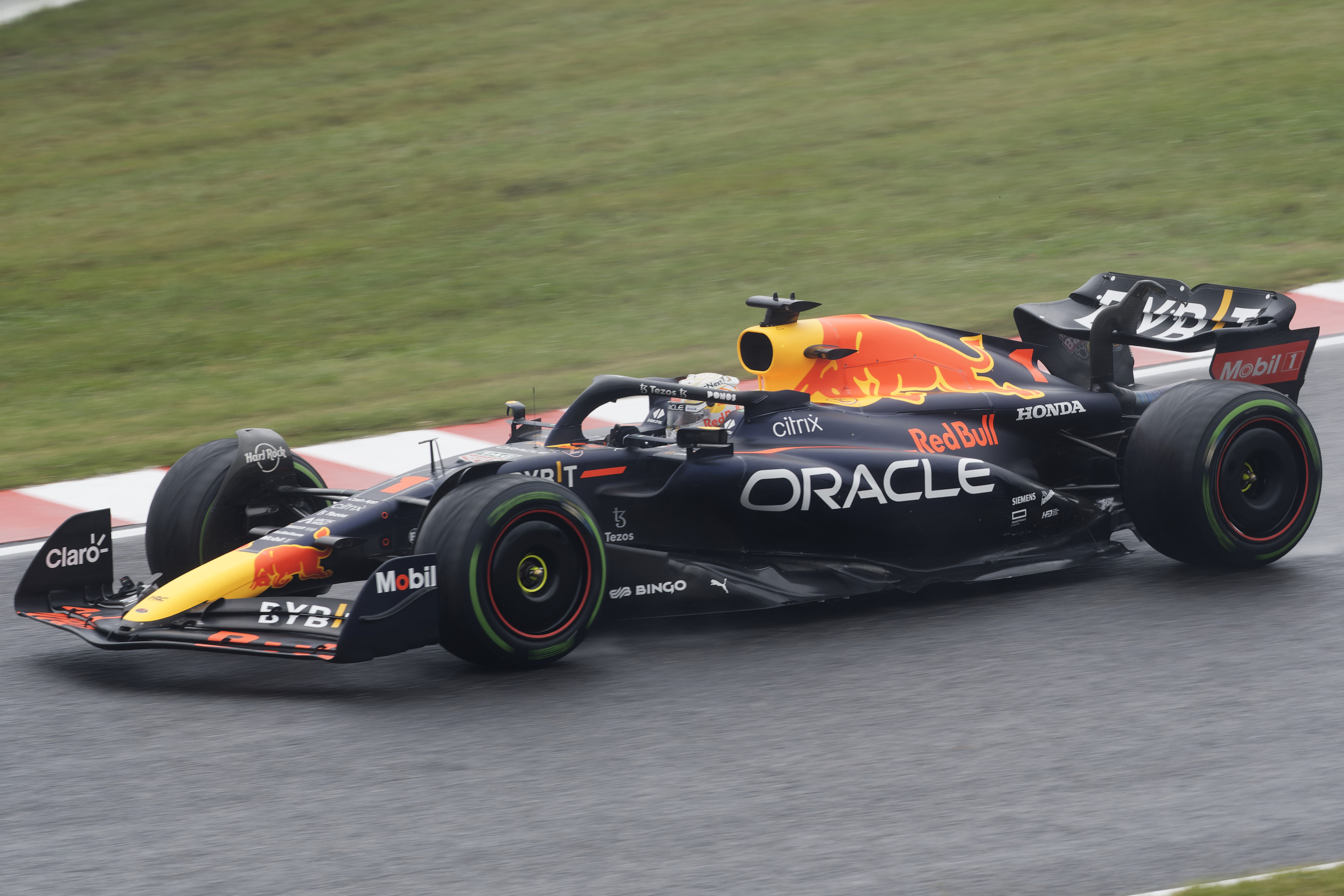
Verstappen lors du Grand Prix du Japon 2022.

Lors du Grand Prix de Monaco, Verstappen connait un weekend en demi-teinte mais tire profit des égarements stratégiques de Ferrari pour terminer sur le podium, à la troisième place. Vainqueur en Azerbaïjan, puis au Canada, il consolide sa position au championnat. Au Grand Prix de Grande-Bretagne, alors qu'il est en tête de l'épreuve, il percute des débris qui provoquent des dégâts sur son fond plat ; malgré une voiture handicapée aérodynamiquement, il parvient à franchir la ligne d'arrivée septième. Deuxième en Autriche, il acquiert lors du Grand Prix de France, sa septième victoire de l'année. Une semaine plus tard, au Grand Prix de Hongrie, il se qualifie en dixième position après un problème technique survenu lors de son ultime tentative en qualification ; le lendemain, il profite d'une stratégie rondement exécutée pour s'imposer, malgré un tête-à-queue vers la mi-course. Auteur du meilleur temps en Belgique, il s'élance quatorzième sur la grille à cause d'une pénalité moteur. En course, le Néerlandais taille son chemin dans le peloton et se retrouve en tête après seulement douze tours, puis définitivement après le ballet des arrêts au stand, en débordant Carlos Sainz dans la dix-huitième boucle. Lors de son Grand Prix national, il s'adjuge son second hat trick de la saison. Septième sur la grille du Grand Prix d'Italie, il remporte l'épreuve pour la première fois ; désormais, son avance au championnat est telle qu'il peut être sacré champion du monde dès la course suivante, à Singapour, qu'il termine à la septième place.
Sous une pluie battante, il gagne le Grand Prix du Japon écourté à 28 tours, devant Leclerc et Pérez mais le Monégasque reçoit une pénalité et est reclassé troisième ; dès lors, Max Verstappen remporte son second titre de champion du monde. En s'imposant à Austin et à Mexico, le pilote Red Bull bat le record de victoires sur une saison, avec quatorze succès (record battu par lui même en 2023). Durant le Grand Prix de São Paulo, il connait un weekend compliqué, qu'il termine à la sixième place et obtient une dernière victoire lors du Grand Prix d'Abou Dabi, après s'être adjugé la vingtième pole position de sa carrière. Au terme de l'année, en plus de son second titre, le Néerlandais aura acquis le plus grand nombre de victoires (15), de podiums (17), de tours en tête (616) et établit le nouveau record de points en une saison avec 454 unités (record battu par lui même en 2023).

### 2023: année record pour un troisième sacre

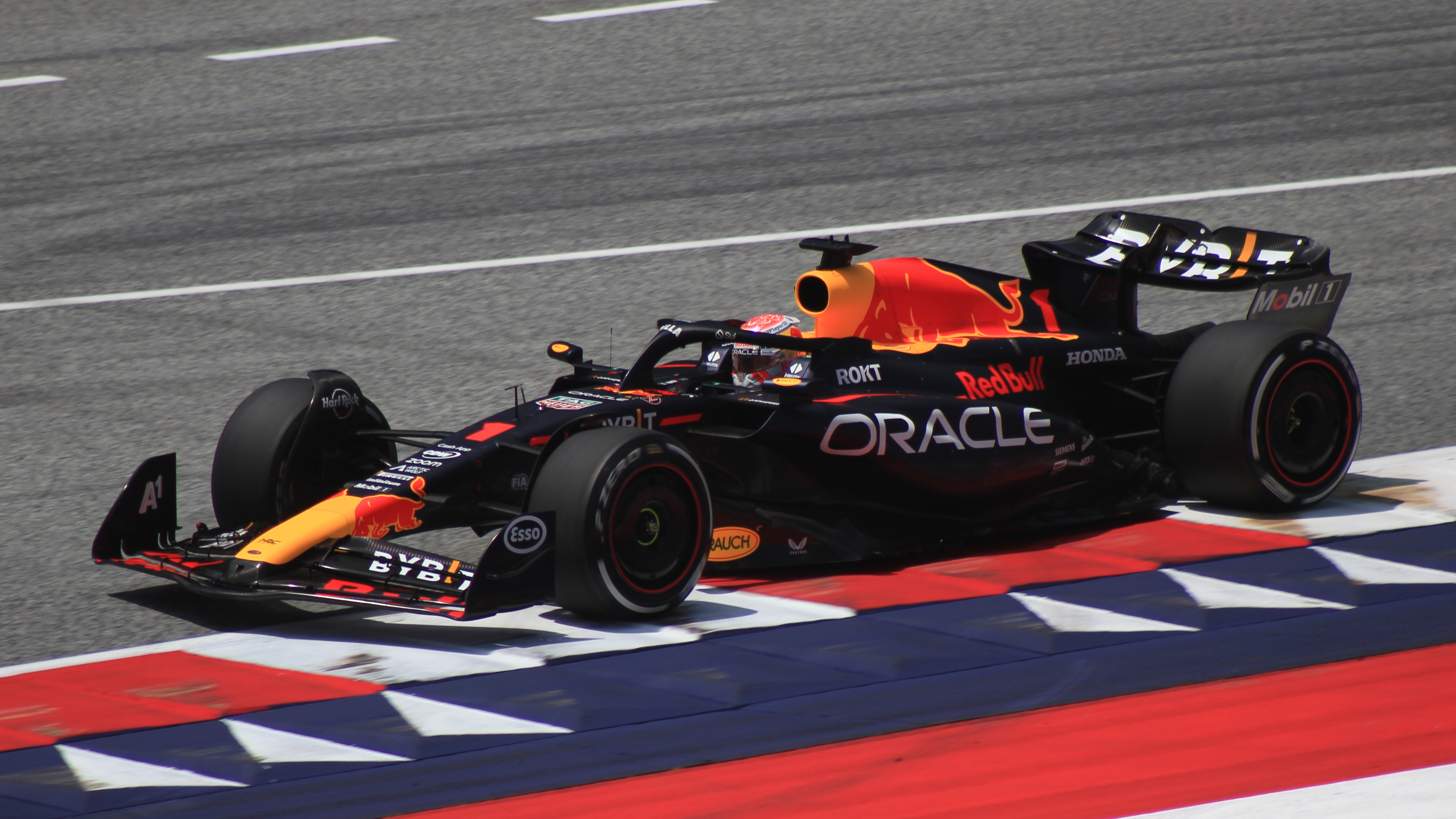
Max Verstappen durant le Grand Prix d'Autriche 2023.

Dès le Grand Prix inaugural, Max Verstappen confirme son statut de tenant du titre de champion du monde en obtenant la pole position et la victoire, après avoir mené l'épreuve de bout en bout, excepté durant deux tours au profit de son équipier, lors de son premier arrêt au stand,. À Djeddah, à cause d'un problème technique, il se qualifie quinzième et franchit la ligne d'arrivée deuxième. En pole position au Grand Prix d'Australie, il se fait surprendre par les Mercedes au départ ; malgré une course perturbée par trois drapeaux rouges, il s'impose pour la première fois à l'Albert Park. En Azerbaïdjan, sa deuxième place derrière son coéquipier lui permet de dépasser Ayrton Senna au classement des pilotes de Formule 1 par nombre de podiums. Neuvième sur la grille du Grand Prix de Miami, il se retrouve second après quinze tours ; à la suite de l'arrêt de Sergio Pérez, il mène l'épreuve avec ses pneus durs du départ, avec un écart de 18 secondes sur le Mexicain. Ainsi, lorsqu'il va chausser des gommes medium, il reprend la piste dans le sillage de son équipier, le dépasse deux boucles plus tard et remporte la course. À Monaco, grâce à une nouvelle victoire, il devient avec trente-neuf succès à bord d’une Red Bull, le pilote le plus victorieux au sein de l’écurie autrichienne ; une semaine plus tard, en Espagne, il s'adjuge le troisième grand chelem de sa carrière.
Lors du Grand Prix du Canada, au terme d'un cavalier seul, Verstappen offre à son équipe le centième succès de son histoire, avant de s'imposer en Autriche ; ce qui porte son total de victoires à quarante-deux et lui permet de dépasser Ayrton Senna à la cinquième place du palmarès des vainqueurs de Grand Prix. À Silverstone, il lutte contre des McLaren étonnamment véloces durant le premier relais mais finit par creuser l’écart et filer vers un nouvel hat trick malgré l’intervention de la voiture de sécurité en fin d’épreuve. En remportant les Grands Prix de Hongrie et de Belgique, Verstappen accroît son avance au championnat du monde sur son coéquipier. À l'occasion de son Grand Prix national, il obtient une neuvième victoire consécutive et égale le record établit par Sebastian Vettel, également avec Red Bull Racing, entre le Grand Prix de Belgique et celui du Brésil en 2013. La semaine suivante, en s'imposant à Monza, il devient le premier pilote de l'histoire à gagner dix courses consécutives sur une saison. À Singapour, il connait un weekend compliqué qu'il termine à la cinquième position, ce qui met fin à sa série de victoires consécutives. Lors du Grand Prix du Japon, il réalise son quatrième hat trick de l'année et permet à Red Bull de remporter son sixième titre de champion du monde des constructeurs,,. Lors du week-end du Grand Prix du Qatar, il se classe deuxième de la course sprint derrière Oscar Piastri, et obtient son troisième titre mondial. Il rejoint au palmarès les triple champions du monde Ayrton Senna, Nelson Piquet, Niki Lauda, Jackie Stewart et Jack Brabham ; le lendemain, doté d'un casque spécial pour célébrer son couronnement, il réalise son deuxième grand chelem de l'année.
À Austin, il acquiert la cinquantième victoire de sa carrière et s'attribue le record du plus grand nombre de kilomètres en tête durant une saison. Lors du Grand Prix de Mexico, qualifié en troisième position sur la grille, derrière les Ferrari, il réussit le meilleur envol et pointe en tête dès le premier virage, ce qui lui permet de battre le record de victoires sur une saison, avec seize succès. Une semaine plus tard, à São Paulo, il remporte l’épreuve et porte son total de victoires à cinquante-deux, dépassant Alain Prost au palmarès des vainqueurs de Grand Prix ; il bat également le record établi par Alberto Ascari qui avait signé 75 % de victoires en 1952 (6 sur 8). Durant leur plus grandes heures, Michael Schumacher (13 sur 18, 72 %) en 2004, Jim Clark (7 sur 10, 70 %) en 1963, Sebastian Vettel (13 sur 19, 68,42 %) en 2013, Juan Manuel Fangio (6 sur 9, 66,67 %) en 1954 et Lewis Hamilton (11 sur 17, 64,42 %) en 2020, n'ont pas dominé leurs adversaires dans de telles proportions. Lors du Grand Prix de Las Vegas, qui fait son retour au calendrier après quarante-et-un ans d'absence, le pilote néerlandais s'impose malgré une pénalité de cinq secondes pour avoir emmené Leclerc hors-piste ; à l'issue de l'épreuve, grâce à ses 29 tours en tête, il s'adjuge le record du pourcentage de tours menés sur une année. À l'occasion du dernier Grand Prix, après s'être adjugé un sixième hat trick, qui lui permet d'améliorer les différents records qu'il s'est approprié durant le championnat, il devient le premier pilote de Formule 1 à passer la barre des 1 000 tours en tête en une année.

### 2024: quadruple champion du monde

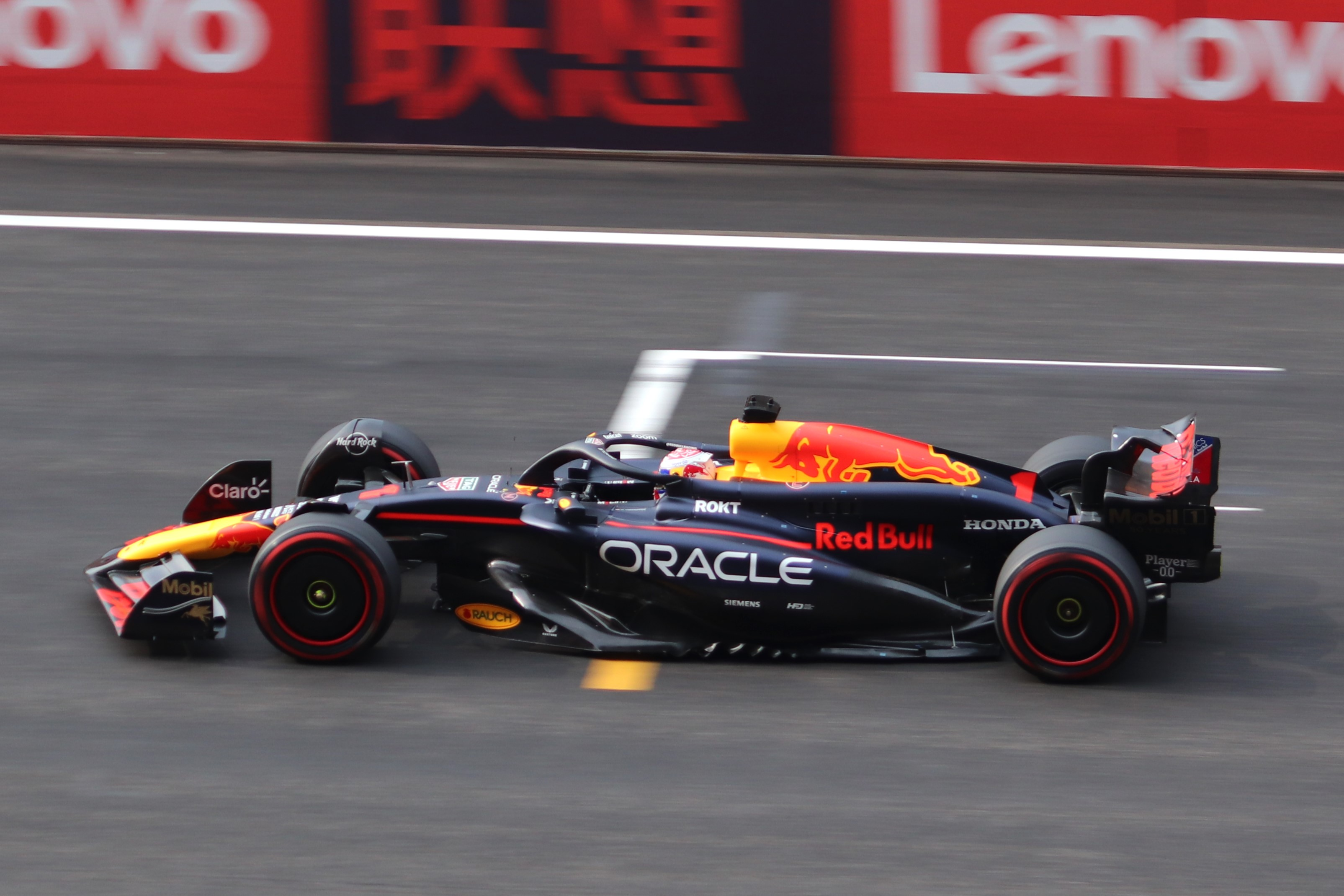
Verstappen au Grand Prix de Chine 2024.

Après des essais prometteurs durant l'hiver au volant de sa Red Bull RB20, le Néerlandais aborde le championnat avec enthousiasme. Au Grand Prix inaugural, à Bahreïn, Verstappen réalise le cinquième grand chelem de sa carrière. Une semaine plus tard, à Djeddah, il conquiert sa trente-quatrième pole position et dépasse ainsi Alain Prost et Jim Clark ; le lendemain, sa victoire lui permet de devenir le septième pilote à atteindre cent podiums en Formule 1. Lors du Grand Prix d'Australie, un abandon sur problème de freins met un terme à sa série de 43 manches successives dans les points. Au Japon, après une cinquième pole position consécutive, la quatrième de l'année en autant d'épreuves, il remporte la course sans avoir été menacé. Ensuite, il s'impose pour la première fois à Shanghai malgré deux sorties de la voiture de sécurité. Deuxième à Miami, il gagne le Grand Prix d'Émilie-Romagne, malgré des soucis de pneumatiques en fin d'épreuve, et consolide sa place au championnat.
À Montréal, sous la pluie, le Néerlandais obtient son soixantième succès. Qualifié en première ligne lors du Grand Prix d'Espagne, il double Lando Norris dès le premier virage mais, dans la manœuvre, est dépassé par George Russell ; au tour suivant, il reprend l'avantage sur le pilote Mercedes pour s'adjuger sa septième victoire de la saison. Une semaine plus tard, en Autriche, il mène la course avant d'être rattrapé par Norris en fin d'épreuve ; lors du troisième virage, le Britannique se porte à hauteur de Verstappen qui le tasse, provoquant une crevaison sur les deux monoplaces. Le pilote Red Bull rejoint son stand pour changer ses pneus et franchit la ligne d'arrivée cinquième, tandis que son adversaire abandonne. Deuxième du Grand Prix de Grande-Bretagne, il connaît ensuite deux manches plus difficiles, en Hongrie et en Belgique, où il se classe cinquième puis quatrième. Il termine deuxième de son Grand Prix national, à plus de vingt secondes du vainqueur Lando Norris ; une semaine plus tard, à Monza, il ne se classe que sixième. À Singapour, arrivé deuxième, il concède, à nouveau, sept points à Norris, son principal rival au championnat. Lors des deux épreuves suivantes, qu’il termine troisième et sixième, le Néerlandais se fait remarquer par ses défenses agressives envers Lando Norris ; il reçoit deux pénalités de dix secondes durant la manche disputée à Mexico pour son comportement en piste.
Lors du Grand Prix de São Paulo, des mauvaises qualifications et une pénalité pour le changement de son unité de puissance, le placent dix-septième sur la grille. Au départ, sous une pluie battante, Max Verstappen gagne cinq positions dès le premier tour et effectue plusieurs dépassements décisifs pour se retrouver sixième. Vers la mi-course, alors qu'il est deuxième, il profite de l'interruption de l’épreuve sur drapeau rouge pour changer ses pneumatiques sans perdre de temps au stand ; durant le second départ, il prend la tête et remporte son huitième succès de l'année, 133 jours et 10 Grands Prix après le précédent. Avec 62 points d'avance sur son principal adversaire, il se met ainsi en position de gagner son quatrième championnat dès la manche suivante,, ; ce qu'il réussit grâce à sa cinquième place à Las Vegas. Il rejoint ainsi au palmarès Alain Prost et Sebastian Vettel. Vainqueur au Qatar, il termine sixième lors du dernier Grand Prix de la saison.

### 2025
Troisième des qualifications à Melbourne, derrière les McLaren, il profite d'une erreur d'Oscar Piastri pour terminer second. Lors du Grand Prix du Japon, grâce à un tour de qualification encensé par les observateurs, Verstappen convertit une pole position inattendue en victoire, après avoir été en tête durant la majorité de l’épreuve. 
Sixième à Bahreïn, il franchit la ligne d'arrivée deuxième au Grand Prix Arabie saoudite, à la suite d'une pénalité de cinq secondes pour être sorti des limites de la piste et en avoir tiré un avantage. Lors du Grand Prix d'Émilie-Romagne, second sur la grille, il prend les commandes de la course dès la première chicane en dépassant Piastri par l’extérieur et remporte la soixante cinquième victoire de sa carrière. 
À Monaco, qualifié en quatrième position, il termine à la même place. Durant le Grand Prix d'Espagne, alors qu’il est en lutte face à George Russell pour conserver sa quatrième position, il percute le Britannique intentionnellement et reçoit une pénalité de dix secondes qui le classe dixième. Après avoir abandonné en Autriche, il franchit la ligne d'arrivée cinquième à Silverstone. À l'occasion de son 200e Grand Prix chez Red Bull Racing, en Hongrie, il ne peut faire mieux que neuvième. À la trêve estivale, s'il pointe au troisième rang du championnat, son retard sur le leader, Piastri, est de 97 points.

## Carrière avant la Formule 1

### Résultats en karting
| Saison | Championnat                                    | Écurie            | Classement |
| ------ | ---------------------------------------------- | ----------------- | ---------- |
| 2005   | Dutch N.A.B. Championship - Mini Junior        |                   | 16e        |
| 2005   | Championnat de Limbourg - Mini Junior          |                   | 2e         |
| 2006   | Rotax Max Challenge Belgium - Minimax          | Verstappen Racing | 1er        |
| 2007   | Rotax Max Challenge Belgium - Minimax          | Jos Verstappen    | 1er        |
| 2007   | Rotax Max Challenge Belgium National - Minimax |                   | 1er        |
| 2007   | Championnat des Pays-Bas Rotax Max - Minimax   |                   | 1er        |
| 2007   | Chrono Dutch Rotax Max Challenge - Minimax     |                   | 35e        |
| 2008   | BNL Karting Series - Minimax                   | Verstappen Racing | 1er        |
| 2008   | Rotax Max Challenge Belgium - Minimax          | Jos Verstappen    | 1er        |
| 2008   | Championnat de Belgique - Cadets               | Jos Verstappen    | 1er        |
| 2008   | Championnat VAS Rotax - Mini                   |                   | n.c        |
| 2009   | BNL Karting Series - Minimax                   | Pex Racing Team   | 1er        |
| 2009   | Championnat de Belgique - KF5                  | Pex Racing Team   | 1er        |
| 2009   | Championnat VAS Rotax - Minimax                |                   | 1er        |
| 2010   | Bridgestone Cup Europe - KF3                   |                   | 1er        |
| 2010   | WSK Nations Cup - KF3                          | CRG               | 1er        |
| 2010   | WSK World Series - KF3                         |                   | 1er        |
| 2010   | CIK-FIA Coupe du Monde - KF3                   | CRG               | 2e         |
| 2010   | WSK Euro Series - KF3                          |                   | 1er        |
| 2010   | CIK-FIA Championnat d'Europe - KF3             | CRG               | 5e         |
| 2010   | Winter Cup - KF3                               | CRG               | 2e         |
| 2011   | Winter Cup - KF3                               |                   | 2e         |
| 2011   | Trophée d'Europe du Nord - KF3                 |                   | n.c        |
| 2011   | CIK-FIA Coupe du Monde - KF3                   | CRG               | 29e        |
| 2011   | WSK Euro Series - KF3                          | CRG               | 1er        |
| 2012   | CIK-FIA Coupe du Monde - KF2                   |                   | 2e         |
| 2012   | SuperNationals - KF2                           | PSL Karting       | 21e        |
| 2012   | CIK-FIA Championnat du Monde - KF1             | CRG               | 8e         |
| 2012   | CIK-FIA Championnat d'Europe - KF2             | Intrepid          | 10e        |
| 2012   | Coupe du Monde - KZ2                           | CRG               | 33e        |
| 2012   | Benelux Karting Series - KZ2                   |                   | 10e        |
| 2012   | WSK Euro Series - KF2                          | Intrepid          | 6e         |
| 2012   | WSK Master Series - KF2                        | Intrepid          | 1er        |
| 2012   | Winter Cup - KF2                               |                   | 1er        |
| 2013   | South Garda Winter Cup - KF2                   |                   | 1er        |
| 2013   | CIK-FIA Championnat du Monde - KZ              |                   | 1er        |
| 2013   | WSK Euro Series - KZ1                          |                   | 1er        |
| 2013   | CIK-FIA Championnat du Monde - KF              | CRG               | 3e         |
| 2013   | CIK-FIA Championnat d'Europe - KF              | CRG               | 1er        |
| 2013   | CIK-FIA Championnat d'Europe - KZ              | CRG               | 1er        |

### Résultats en formules de promotion
| Saison | Championnat                       | Écurie                 | Courses | Victoires | Pole positions | Meilleurs tours | Podiums | Points inscrits | Classement |
| ------ | --------------------------------- | ---------------------- | ------- | --------- | -------------- | --------------- | ------- | --------------- | ---------- |
| 2014   | Florida Winter Series             | Ferrari Driver Academy | 12      | 2         | 3              | 3               | 5       | non attribution | 3e         |
| 2014   | Championnat d'Europe de Formule 3 | Van Amersfoort Racing  | 32      | 10        | 7              | 7               | 16      | 411             | 3e         |
| 2014   | Masters de Formule 3              | Motopark Academy       | 1       | 1         | 1              | 0               | 1       | non attribution | 1er        |

## Résultats en championnat du monde de Formule 1
| Saison | Écurie                              | Châssis                        | Moteur                                              | Pneus   | GP disputés | Pole Positions | Victoires | Meilleurs tours | Podiums | Abandons | Points inscrits | Classement |
| ------ | ----------------------------------- | ------------------------------ | --------------------------------------------------- | ------- | ----------- | -------------- | --------- | --------------- | ------- | -------- | --------------- | ---------- |
| 2015   | Scuderia Toro Rosso                 | Toro Rosso STR10               | Renault V6 turbo hybride                            | Pirelli | 19          | 0              | 0         | 0               | 0       | 5        | 49              | 12e        |
| 2016   | Scuderia Toro Rosso Red Bull Racing | Toro Rosso STR11 Red Bull RB12 | Ferrari V6 turbo hybride TAG Heuer V6 turbo hybride | Pirelli | 21          | 0              | 1         | 1               | 7       | 3        | 204             | 5e         |
| 2017   | Red Bull Racing                     | Red Bull RB13                  | TAG Heuer V6 turbo hybride                          | Pirelli | 20          | 0              | 2         | 1               | 4       | 7        | 168             | 6e         |
| 2018   | Aston Martin Red Bull Racing        | Red Bull RB14                  | TAG Heuer V6 turbo hybride                          | Pirelli | 21          | 0              | 2         | 2               | 11      | 4        | 249             | 4e         |
| 2019   | Aston Martin Red Bull Racing        | Red Bull RB15                  | Honda V6 turbo hybride                              | Pirelli | 21          | 2              | 3         | 3               | 9       | 2        | 278             | 3e         |
| 2020   | Aston Martin Red Bull Racing        | Red Bull RB16                  | Honda V6 turbo hybride                              | Pirelli | 17          | 1              | 2         | 3               | 11      | 5        | 214             | 3e         |
| 2021   | Red Bull Racing Honda               | Red Bull RB16B                 | Honda V6 turbo hybride                              | Pirelli | 22          | 10             | 10        | 6               | 18      | 3        | 395,5           | Champion   |
| 2022   | Oracle Red Bull Racing              | Red Bull RB18                  | Red Bull Powertrains V6 turbo hybride               | Pirelli | 22          | 7              | 15        | 5               | 17      | 2        | 454             | Champion   |
| 2023   | Oracle Red Bull Racing              | Red Bull RB19                  | Honda RBPT V6 turbo hybride                         | Pirelli | 22          | 12             | 19        | 9               | 21      | 0        | 575             | Champion   |
| 2024   | Oracle Red Bull Racing              | Red Bull RB20                  | Honda RBPT V6 turbo hybride                         | Pirelli | 24          | 8              | 9         | 3               | 14      | 1        | 437             | Champion   |
| 2025   | Oracle Red Bull Racing              | Red Bull RB21                  | Honda RBPT V6 turbo hybride                         | Pirelli | 14          | 4              | 2         | 1               | 5       | 1        | 187             | 3e         |
|        | Total                               |                                |                                                     |         | 223         | 44             | 65        | 34              | 117     | 33       | 3210,5          |            |

| Saison        | Écurie                       | Châssis          | Moteur                                         | Pneus | 1        | 2         | 3        | 4           | 5           | 6          | 7        | 8        | 9           | 10            | 11         | 12          | 13         | 14           | 15      | 16       | 17         | 18          | 19         | 20          | 21         | 22      | 23         | 24     | Classement | Points inscrits |
| ------------- | ---------------------------- | ---------------- | ---------------------------------------------- | ----- | -------- | --------- | -------- | ----------- | ----------- | ---------- | -------- | -------- | ----------- | ------------- | ---------- | ----------- | ---------- | ------------ | ------- | -------- | ---------- | ----------- | ---------- | ----------- | ---------- | ------- | ---------- | ------ | ---------- | --------------- |
| 2015          | Scuderia Toro Rosso          | Toro Rosso STR10 | Renault V6 turbo hybride Energy F1-2015        | P     | AUS Abd. | MAL 7e    | CHN 17e* | BHR Abd.    | ESP 11e     | MON Abd.   | CAN 15e  | AUT 8e   | GBR Abd.    | HON 4e        | BEL 8e     | ITA 12e     | SIN 8e     | JPN 9e       | RUS 10e | USA 4e   | MEX 9e     | BRE 9e      | ABU 16e    |             |            |         |            |        | 12e        | 49              |
| 2016          | Scuderia Toro Rosso          | Toro Rosso STR11 | Ferrari V6 turbo hybride Type 059/4            | P     | AUS 10e  | BHR 6e    | CHN 8e   | RUS Abd.    |             |            |          |          |             |               |            |             |            |              |         |          |            |             |            |             |            |         |            |        | 5e         | 204             |
| 2016          | Red Bull Racing              | Red Bull RB12    | TAG Heuer V6 turbo hybride R.E.16              | P     |          |           |          |             | ESP 1er     | MON Abd.   | CAN 4e   | EUR 8e   | AUT 2e      | GBR 2e        | HON 5e     | ALL 3e      | BEL 11e    | ITA 7e       | SIN 6e  | MAL 2e   | JPN 2e     | USA Abd.    | MEX 4e     | BRE 3e      | ABU 4e     |         |            |        | 5e         | 204             |
| 2017          | Red Bull Racing              | Red Bull RB13    | TAG Heuer V6 turbo hybride R.E.17              | P     | AUS 5e   | CHN 3e    | BHR Abd. | RUS 5e      | ESP Abd.    | MON 5e     | CAN Abd. | AZE Abd. | AUT Abd.    | GBR 4e        | HON 5e     | BEL Abd.    | ITA 10e    | SIN Abd.     | MAL 1er | JPN 2e   | USA 4e     | MEX 1er     | BRE 5e     | ABU 5e      |            |         |            |        | 6e         | 168             |
| 2018          | Aston Martin Red Bull Racing | Red Bull RB14    | TAG Heuer V6 turbo hybride R.E.18              | P     | AUS 6e   | BHR Abd.  | CHN 5e   | AZE Abd.    | ESP 3e      | MON 9e     | CAN 3e   | FRA 2e   | AUT 1er     | GBR 15e*      | ALL 4e     | HON Abd.    | BEL 3e     | ITA 5e       | SIN 2e  | RUS 5e   | JPN 3e     | USA 2e      | MEX 1er    | BRE 2e      | ABU 3e     |         |            |        | 4e         | 249             |
| 2019          | Aston Martin Red Bull Racing | Red Bull RB15    | Honda V6 turbo hybride RA619H                  | P     | AUS 3e   | BHR 4e    | CHN 4e   | AZE 4e      | ESP 3e      | MON 4e     | CAN 5e   | FRA 4e   | AUT 1er     | GBR 5e        | ALL 1er    | HON 2e      | BEL Abd.   | ITA 8e       | SIN 3e  | RUS 4e   | JPN Abd.   | MEX 6e      | USA 3e     | BRE 1er     | ABU 2e     |         |            |        | 3e         | 278             |
| 2020          | Aston Martin Red Bull Racing | Red Bull RB16    | Honda V6 turbo hybride RA620H                  | P     | AUT Abd. | STY 3e    | HON 2e   | GBR 2e      | 70e 1er     | ESP 2e     | BEL 3e   | ITA Abd. | TOS Abd.    | RUS 2e        | EIF 2e     | POR 3e      | EMI Abd.   | TUR 6e       | BAH 2e  | SAK Abd. | ABU 1er    |             |            |             |            |         |            |        | 3e         | 214             |
| 2021          | Red Bull Racing Honda        | Red Bull RB16B   | Honda V6 turbo hybride RA621H                  | P     | BAH 2e   | EMI 1er   | POR 2e   | ESP 2e      | MON 1er     | AZE 18e*   | FRA 1er  | STY 1er  | AUT 1er     | GBR Abd. +1er | HON 9e     | BEL 1er     | P-B 1er    | ITA Abd. +2e | RUS 2e  | TUR 2e   | USA 1er    | MEX 1er     | SAO 2e+2e  | QAT 2e      | ARA 2e     | ABU 1er |            |        | Champion   | 395,5           |
| 2022          | Oracle Red Bull Racing       | Red Bull RB18    | Red Bull Powertrains V6 turbo hybride RBPTH001 | P     | BAH 19e* | ARA 1er   | AUS Abd. | EMI 1er+1er | MIA 1er     | ESP 1er    | MON 3e   | AZE 1er  | CAN 1er     | GBR 7e        | AUT 2e+1er | FRA 1er     | HON 1er    | BEL 1er      | P-B 1er | ITA 1er  | SIN 7e     | JAP 1er     | USA 1er    | MEX 1er     | SAO 6e+4e  | ABU 1er |            |        | Champion   | 454             |
| 2023          | Oracle Red Bull Racing       | Red Bull RB19    | Honda RBPT V6 turbo hybride RBPTH001           | P     | BAH 1er  | ARA 2e    | AUS 1er  | AZE 2e+3e   | MIA 1er     | MON 1er    | ESP 1er  | CAN 1er  | AUT 1er+1er | GBR 1er       | HON 1er    | BEL 1er+1er | P-B 1er    | ITA 1er      | SIN 5e  | JAP 1er  | QAT 1er+2e | USA 1er+1er | MEX 1er    | SAO 1er+1er | LVE 1er    | ABU 1er |            |        | Champion   | 575             |
| 2024          | Oracle Red Bull Racing       | Red Bull RB20    | Honda RBPT V6 turbo hybride RBPTH002           | P     | BAH 1er  | ARA 1er   | AUS Abd. | JAP 1er     | CHN 1er+1er | MIA 2e+1er | EMI 1er  | MON 6e   | CAN 1er     | ESP 1er       | AUT 5e+1er | GBR 2e      | HON 5e     | BEL 4e       | P-B 2e  | ITA 6e   | AZE 5e     | SIN 2e      | USA 3e+1er | MEX 6e      | SAO 1er+4e | LVE 5e  | QAT 1er+8e | ABU 6e | Champion   | 437             |
| 2025          | Oracle Red Bull Racing       | Red Bull RB21    | Honda RBPT V6 turbo hybride RBPTH003           | P     | AUS 2e   | CHN 4e+3e | JAP 1er  | BAH 6e      | ARA 2e      | MIA 4e     | EMI 1er  | MON 4e   | ESP 10e     | CAN 2e        | AUT Abd.   | GBR 5e      | BEL 4e+1er | HON 9e       | P-B     | ITA      | AZE        | SIN         | USA        | MEX         | SAO        | LVE     | QAT        | ABU    | 3e         | 187             |
| Légende : ici |                              |                  |                                                |       |          |           |          |             |             |            |          |          |             |               |            |             |            |              |         |          |            |             |            |             |            |         |            |        |            |                 |

## Records de précocité
- Plus jeune pilote de Formule 1, à 17 ans, 5 mois et 15 jours (Grand Prix d'Australie 2015)[61] ;

- Plus jeune pilote de Formule 1 à marquer des points, à 17 ans, 5 mois et 29 jours (Grand Prix de Malaisie 2015)[62] ;

- Plus jeune pilote à monter sur un podium de Formule 1, à 18 ans, 7 mois et 15 jours (Grand Prix d'Espagne 2016)[63] ;

- Plus jeune pilote à remporter un Grand Prix de Formule 1, à 18 ans, 7 mois et 15 jours (Grand Prix d'Espagne 2016)[64] ;

- Plus jeune pilote à remporter 10 Grands Prix de Formule 1, à 23 ans, 2 mois et 18 jours (Grand Prix d'Abou Dabi 2020) ;

- Plus jeune pilote à monter sur 50 podiums de Formule 1, à 23 ans, 9 mois et 4 jours (Grand Prix d'Autriche 2021)[65].

## Records
- 10 victoires consécutives (Miami 2023 à Italie 2023)[66] ;
- 21 podiums en une saison (2023)[67] ;
- 19 victoires en une saison (2023)[68] ;
- 86,36 % de victoires en une saison (2023)[69] ;
- 575 points en  une saison (2023)[70] ;
- 1 003 tours en tête en une saison (2023)[71] ;
- 75,70 % de tours en tête en une saison (2023) ;
- 4 914 km en tête en une saison (2023)[72] ;
- 73,34 % de km en tête en une saison (2023) ;
- 8 pole position consécutives (Abou Dabi 2023 à Émilie-Romagne 2024), codétenu avec Ayrton Senna en 1989 ;
- 7 pole position consécutives en début de saison (Bahreïn 2024 à Émilie-Romagne 2024), codétenu avec Alain Prost en 1993.

## Victoires en championnat du monde de Formule 1
| #  | Année | Manche | Date              | Grand Prix       | Circuit                   | Position de départ | Écurie              | Voiture |
| -- | ----- | ------ | ----------------- | ---------------- | ------------------------- | ------------------ | ------------------- | ------- |
| 1  | 2016  | 5/21   | 15 mai 2016       | Espagne          | Barcelone                 | 4e                 | Red Bull-TAG Heuer  | RB12    |
| 2  | 2017  | 15/20  | 1er octobre 2017  | Malaisie         | Sepang                    | 3e                 | Red Bull-TAG Heuer  | RB13    |
| 3  | 2017  | 18/20  | 29 octobre 2017   | Mexique          | Mexico                    | 2e                 | Red Bull-TAG Heuer  | RB13    |
| 4  | 2018  | 9/21   | 1er juillet 2018  | Autriche         | Spielberg                 | 4e                 | Red Bull-TAG Heuer  | RB14    |
| 5  | 2018  | 19/21  | 28 octobre 2018   | Mexique          | Mexico                    | 2e                 | Red Bull-TAG Heuer  | RB14    |
| 6  | 2019  | 9/21   | 30 juin 2019      | Autriche         | Spielberg                 | 2e                 | Red Bull-Honda      | RB15    |
| 7  | 2019  | 11/21  | 28 juillet 2019   | Allemagne        | Hockenheim                | 2e                 | Red Bull-Honda      | RB15    |
| 8  | 2019  | 20/21  | 17 novembre 2019  | Brésil           | Interlagos                | Pole position      | Red Bull-Honda      | RB15    |
| 9  | 2020  | 5/17   | 9 août 2020       | 70e anniversaire | Silverstone               | 4e                 | Red Bull-Honda      | RB16    |
| 10 | 2020  | 17/17  | 13 décembre 2020  | Abou Dabi        | Yas Marina                | Pole position      | Red Bull-Honda      | RB16    |
| 11 | 2021  | 2/22   | 18 avril 2021     | Émilie-Romagne   | Imola                     | 3e                 | Red Bull-Honda      | RB16B   |
| 12 | 2021  | 5/22   | 23 mai 2021       | Monaco           | Monaco                    | 2e                 | Red Bull-Honda      | RB16B   |
| 13 | 2021  | 7/22   | 20 juin 2021      | France           | Paul-Ricard               | Pole position      | Red Bull-Honda      | RB16B   |
| 14 | 2021  | 8/22   | 27 juin 2021      | Styrie           | Spielberg                 | Pole position      | Red Bull-Honda      | RB16B   |
| 15 | 2021  | 9/22   | 4 juillet 2021    | Autriche         | Spielberg                 | Pole position      | Red Bull-Honda      | RB16B   |
| 16 | 2021  | 12/22  | 29 août 2021      | Belgique         | Spa-Francorchamps         | Pole position      | Red Bull-Honda      | RB16B   |
| 17 | 2021  | 13/22  | 5 septembre 2021  | Pays-Bas         | Zandvoort                 | Pole position      | Red Bull-Honda      | RB16B   |
| 18 | 2021  | 17/22  | 24 octobre 2021   | États-Unis       | Austin                    | Pole position      | Red Bull-Honda      | RB16B   |
| 19 | 2021  | 18/22  | 7 novembre 2021   | Mexico           | Mexico                    | 3e                 | Red Bull-Honda      | RB16B   |
| 20 | 2021  | 22/22  | 12 décembre 2021  | Abou Dabi        | Yas Marina                | Pole position      | Red Bull-Honda      | RB16B   |
| 21 | 2022  | 2/22   | 27 mars 2022      | Arabie saoudite  | Djeddah                   | 4e                 | Red Bull            | RB18    |
| 22 | 2022  | 4/22   | 24 avril 2022     | Émilie-Romagne   | Imola                     | Pole position      | Red Bull            | RB18    |
| 23 | 2022  | 5/22   | 8 mai 2022        | Miami            | Autodrome de Miami        | 3e                 | Red Bull            | RB18    |
| 24 | 2022  | 6/22   | 22 mai 2022       | Espagne          | Barcelone                 | 2e                 | Red Bull            | RB18    |
| 25 | 2022  | 8/22   | 12 juin 2022      | Azerbaïdjan      | Bakou                     | 3e                 | Red Bull            | RB18    |
| 26 | 2022  | 9/22   | 19 juin 2022      | Canada           | Circuit Gilles-Villeneuve | Pole position      | Red Bull            | RB18    |
| 27 | 2022  | 12/22  | 24 juillet 2022   | France           | Paul-Ricard               | 2e                 | Red Bull            | RB18    |
| 28 | 2022  | 13/22  | 31 juillet 2022   | Hongrie          | Hungaroring               | 10e                | Red Bull            | RB18    |
| 29 | 2022  | 14/22  | 28 août 2022      | Belgique         | Spa-Francorchamps         | 14e                | Red Bull            | RB18    |
| 30 | 2022  | 15/22  | 4 septembre 2022  | Pays-Bas         | Zandvoort                 | Pole position      | Red Bull            | RB18    |
| 31 | 2022  | 16/22  | 11 septembre 2022 | Italie           | Monza                     | 7e                 | Red Bull            | RB18    |
| 32 | 2022  | 18/22  | 9 octobre 2022    | Japon            | Suzuka                    | Pole position      | Red Bull            | RB18    |
| 33 | 2022  | 19/22  | 23 octobre 2022   | États-Unis       | Austin                    | 2e                 | Red Bull            | RB18    |
| 34 | 2022  | 20/22  | 30 octobre 2022   | Mexico           | Mexico                    | Pole position      | Red Bull            | RB18    |
| 35 | 2022  | 22/22  | 20 novembre 2022  | Abou Dabi        | Yas Marina                | Pole position      | Red Bull            | RB18    |
| 36 | 2023  | 1/22   | 5 mars 2023       | Bahreïn          | Sakhir                    | Pole position      | Red Bull-Honda RBPT | RB19    |
| 37 | 2023  | 3/22   | 2 avril 2023      | Australie        | Albert Park               | Pole position      | Red Bull-Honda RBPT | RB19    |
| 38 | 2023  | 5/22   | 7 mai 2023        | Miami            | Autodrome de Miami        | 9e                 | Red Bull-Honda RBPT | RB19    |
| 39 | 2023  | 6/22   | 28 mai 2023       | Monaco           | Monaco                    | Pole position      | Red Bull-Honda RBPT | RB19    |
| 40 | 2023  | 7/22   | 4 juin 2023       | Espagne          | Barcelone                 | Pole position      | Red Bull-Honda RBPT | RB19    |
| 41 | 2023  | 8/22   | 18 juin 2023      | Canada           | Circuit Gilles-Villeneuve | Pole position      | Red Bull-Honda RBPT | RB19    |
| 42 | 2023  | 9/22   | 2 juillet 2023    | Autriche         | Spielberg                 | Pole position      | Red Bull-Honda RBPT | RB19    |
| 43 | 2023  | 10/22  | 9 juillet 2023    | Grande-Bretagne  | Silverstone               | Pole position      | Red Bull-Honda RBPT | RB19    |
| 44 | 2023  | 11/22  | 23 juillet 2023   | Hongrie          | Hungaroring               | 2e                 | Red Bull-Honda RBPT | RB19    |
| 45 | 2023  | 12/22  | 30 juillet 2023   | Belgique         | Spa-Francorchamps         | 6e                 | Red Bull-Honda RBPT | RB19    |
| 46 | 2023  | 13/22  | 27 août 2023      | Pays-Bas         | Zandvoort                 | Pole position      | Red Bull-Honda RBPT | RB19    |
| 47 | 2023  | 14/22  | 3 septembre 2023  | Italie           | Monza                     | 2e                 | Red Bull-Honda RBPT | RB19    |
| 48 | 2023  | 16/22  | 24 septembre 2023 | Japon            | Suzuka                    | Pole position      | Red Bull-Honda RBPT | RB19    |
| 49 | 2023  | 17/22  | 8 octobre 2023    | Qatar            | Losail                    | Pole position      | Red Bull-Honda RBPT | RB19    |
| 50 | 2023  | 18/22  | 22 octobre 2023   | États-Unis       | Austin                    | 6e                 | Red Bull-Honda RBPT | RB19    |
| 51 | 2023  | 19/22  | 29 octobre 2023   | Mexico           | Mexico                    | 3e                 | Red Bull-Honda RBPT | RB19    |
| 52 | 2023  | 20/22  | 5 novembre 2023   | São Paulo        | Interlagos                | Pole position      | Red Bull-Honda RBPT | RB19    |
| 53 | 2023  | 21/22  | 19 novembre 2023  | Las Vegas        | Las Vegas Strip Circuit   | 2e                 | Red Bull-Honda RBPT | RB19    |
| 54 | 2023  | 22/22  | 26 novembre 2023  | Abou Dabi        | Yas Marina                | Pole position      | Red Bull-Honda RBPT | RB19    |
| 55 | 2024  | 1/24   | 2 mars 2024       | Bahreïn          | Sakhir                    | Pole position      | Red Bull-Honda RBPT | RB20    |
| 56 | 2024  | 2/24   | 9 mars 2024       | Arabie saoudite  | Djeddah                   | Pole position      | Red Bull-Honda RBPT | RB20    |
| 57 | 2024  | 4/24   | 7 avril 2024      | Japon            | Suzuka                    | Pole position      | Red Bull-Honda RBPT | RB20    |
| 58 | 2024  | 5/24   | 21 avril 2024     | Chine            | Shanghai                  | Pole position      | Red Bull-Honda RBPT | RB20    |
| 59 | 2024  | 7/24   | 19 mai 2024       | Émilie-Romagne   | Imola                     | Pole position      | Red Bull-Honda RBPT | RB20    |
| 60 | 2024  | 9/24   | 9 juin 2024       | Canada           | Circuit Gilles-Villeneuve | 2e                 | Red Bull-Honda RBPT | RB20    |
| 61 | 2024  | 10/24  | 23 juin 2024      | Espagne          | Barcelone                 | 2e                 | Red Bull-Honda RBPT | RB20    |
| 62 | 2024  | 21/24  | 3 novembre 2024   | São Paulo        | Interlagos                | 17e                | Red Bull-Honda RBPT | RB20    |
| 63 | 2024  | 23/24  | 1er décembre 2024 | Qatar            | Losail                    | 2e                 | Red Bull-Honda RBPT | RB20    |
| 64 | 2025  | 3/24   | 6 avril 2025      | Japon            | Suzuka                    | Pole position      | Red Bull-Honda RBPT | RB21    |
| 65 | 2025  | 7/24   | 18 mai 2025       | Émilie-Romagne   | Imola                     | 2e                 | Red Bull-Honda RBPT | RB21    |

## Résultats par Grand Prix
(Mis à jour après le Grand Prix automobile de Hongrie 2025)
| Grand Prix       | Nombre | Pole positions | Meilleurs tours | Podiums | Hat-Tricks | Victoires | Année de la victoire      | Abandons | Points |
| ---------------- | ------ | -------------- | --------------- | ------- | ---------- | --------- | ------------------------- | -------- | ------ |
| Abou Dabi        | 10     | 4              | 2               | 6       | 2          | 4         | 2020 - 2021 - 2022 - 2023 | 0        | 165    |
| Allemagne        | 3      | 0              | 1               | 2       | 0          | 1         | 2019                      | 0        | 53     |
| Arabie saoudite  | 5      | 2              | 1               | 5       | 0          | 2         | 2022-2024                 | 0        | 105    |
| Australie        | 9      | 2              | 0               | 3       | 0          | 1         | 2023                      | 3        | 77     |
| Autriche         | 11     | 4              | 4               | 6       | 2          | 4         | 2018 - 2019 - 2021 - 2023 | 3        | 178    |
| Azerbaïdjan      | 7      | 0              | 1               | 2       | 0          | 1         | 2022                      | 3        | 71     |
| Bahreïn          | 11     | 3              | 2               | 4       | 1          | 2         | 2023 - 2024               | 4        | 116    |
| Belgique         | 11     | 1              | 1               | 5       | 0          | 3         | 2021 - 2022 - 2023        | 2        | 137,5  |
| Brésil           | 5      | 1              | 2               | 3       | 0          | 1         | 2019                      | 0        | 70     |
| Canada           | 9      | 2              | 1               | 5       | 0          | 3         | 2022 - 2023 - 2024        | 1        | 130    |
| Chine            | 7      | 1              | 0               | 2       | 0          | 1         | 2024                      | 1        | 92     |
| Eifel            | 1      | 0              | 1               | 1       | 0          | 0         |                           | 0        | 19     |
| Espagne          | 11     | 1              | 2               | 8       | 1          | 4         | 2016 - 2022 - 2023 - 2024 | 1        | 169    |
| Émilie-Romagne   | 5      | 2              | 2               | 4       | 1          | 4         | 2021 - 2022 - 2024 - 2025 | 1        | 109    |
| États-Unis       | 9      | 1              | 0               | 6       | 0          | 3         | 2021 - 2022 - 2023        | 1        | 163    |
| Europe           | 1      | 0              | 0               | 0       | 0          | 0         |                           | 0        | 4      |
| France           | 4      | 1              | 1               | 3       | 1          | 2         | 2021 - 2022               | 0        | 81     |
| Grande-Bretagne  | 11     | 3              | 2               | 4       | 1          | 1         | 2023                      | 3        | 122    |
| Hongrie          | 11     | 1              | 2               | 4       | 0          | 2         | 2022 - 2023               | 1        | 134    |
| Italie           | 10     | 1              | 0               | 2       | 0          | 2         | 2022 - 2023               | 2        | 80     |
| Japon            | 9      | 4              | 2               | 7       | 2          | 4         | 2022 - 2023 - 2024 - 2025 | 1        | 155    |
| Las Vegas        | 2      | 0              | 0               | 1       | 0          | 1         | 2023                      | 0        | 35     |
| Malaisie         | 3      | 0              | 0               | 2       | 0          | 1         | 2017                      | 0        | 49     |
| Mexico           | 4      | 1              | 0               | 3       | 0          | 3         | 2021 - 2022 - 2023        | 0        | 83     |
| Mexique          | 5      | 0              | 0               | 2       | 0          | 2         | 2017 - 2018               | 0        | 72     |
| Miami            | 4      | 2              | 2               | 3       | 0          | 2         | 2022 - 2023               | 0        | 90     |
| Monaco           | 10     | 1              | 1               | 3       | 0          | 2         | 2021 - 2023               | 2        | 109    |
| Pays-Bas         | 4      | 3              | 1               | 4       | 1          | 3         | 2021 - 2022 - 2023        | 0        | 94     |
| Portugal         | 2      | 0              | 0               | 2       | 0          | 0         |                           | 0        | 33     |
| Qatar            | 3      | 1              | 2               | 3       | 1          | 2         | 2023 - 2024               | 0        | 78     |
| Russie           | 7      | 0              | 0               | 2       | 0          | 0         |                           | 1        | 69     |
| Singapour        | 8      | 0              | 0               | 3       | 0          | 0         |                           | 1        | 79     |
| Sakhir           | 1      | 0              | 0               | 0       | 0          | 0         |                           | 1        | 0      |
| São Paulo        | 4      | 1              | 1               | 3       | 0          | 2         | 2023 - 2024               | 0        | 97     |
| Styrie           | 2      | 1              | 0               | 2       | 0          | 1         | 2021                      | 0        | 40     |
| Toscane          | 1      | 0              | 0               | 0       | 0          | 0         |                           | 1        | 0      |
| Turquie          | 2      | 0              | 0               | 1       | 0          | 0         |                           | 0        | 26     |
| 70e anniversaire | 1      | 0              | 0               | 1       | 0          | 1         | 2020                      | 0        | 25     |
| Total            | 223    | 44             | 34              | 117     | 13         | 65        |                           | 33       | 3210,5 |

## Vie privée
Depuis janvier 2021, il est publiquement en couple avec Kelly Piquet, la fille du triple champion du monde brésilien Nelson Piquet ; le 2 mai 2025, ils accueillent leur premier enfant, une fille prénommée Lily.